# Strelasundquerung
Mit dem Begriff Strelasundquerung werden sowohl die beiden Brückenverbindungen zur Insel Rügen über den Strelasund vom vorpommerschen Festland bei Stralsund aus, als auch die regelmäßig betriebenen Fährverbindungen zwischen Stralsund und Altefähr sowie die Glewitzer Fähre zwischen Stahlbrode und Zudar bezeichnet.

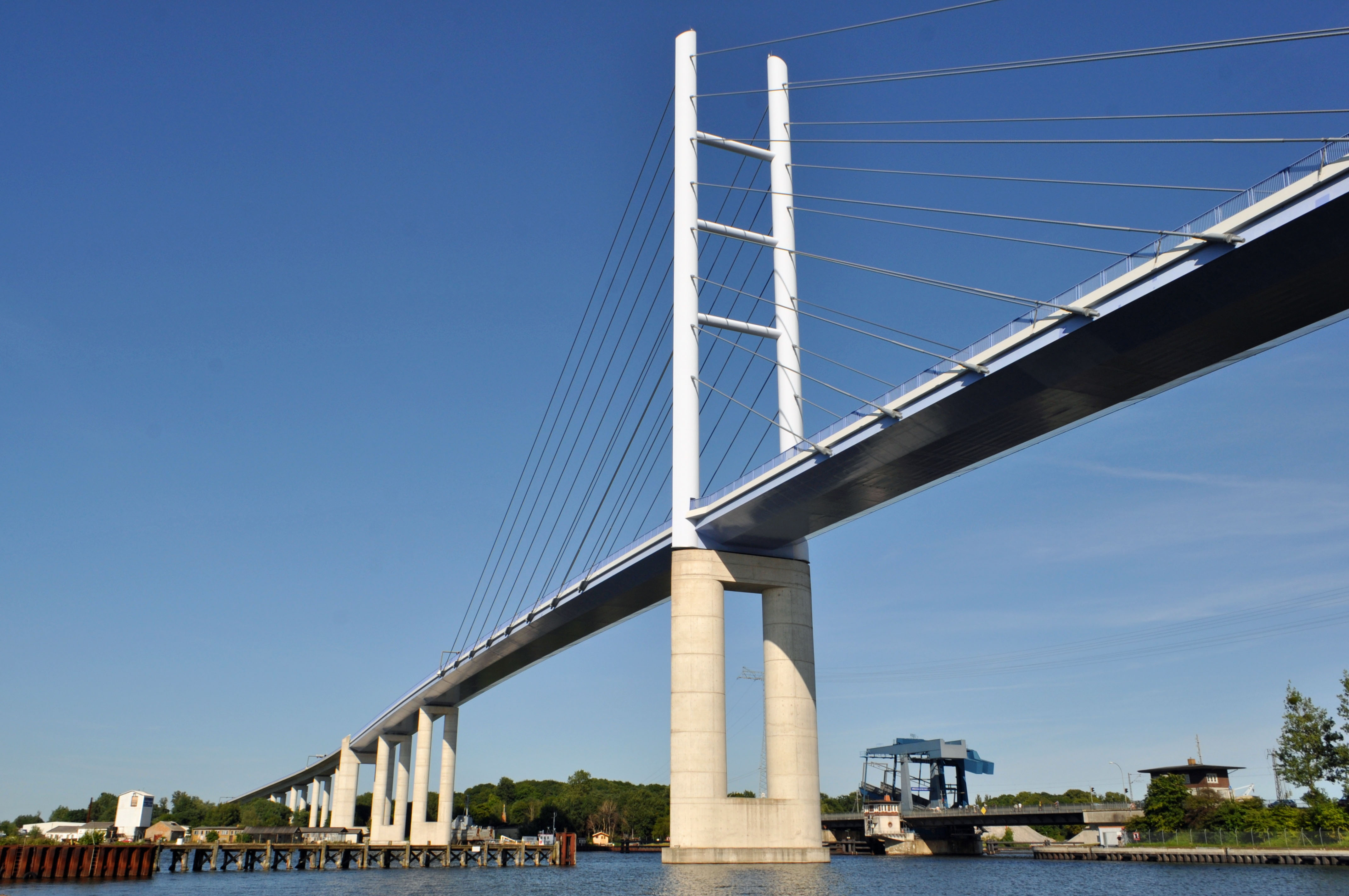
Neue und alte Brücke (2013)

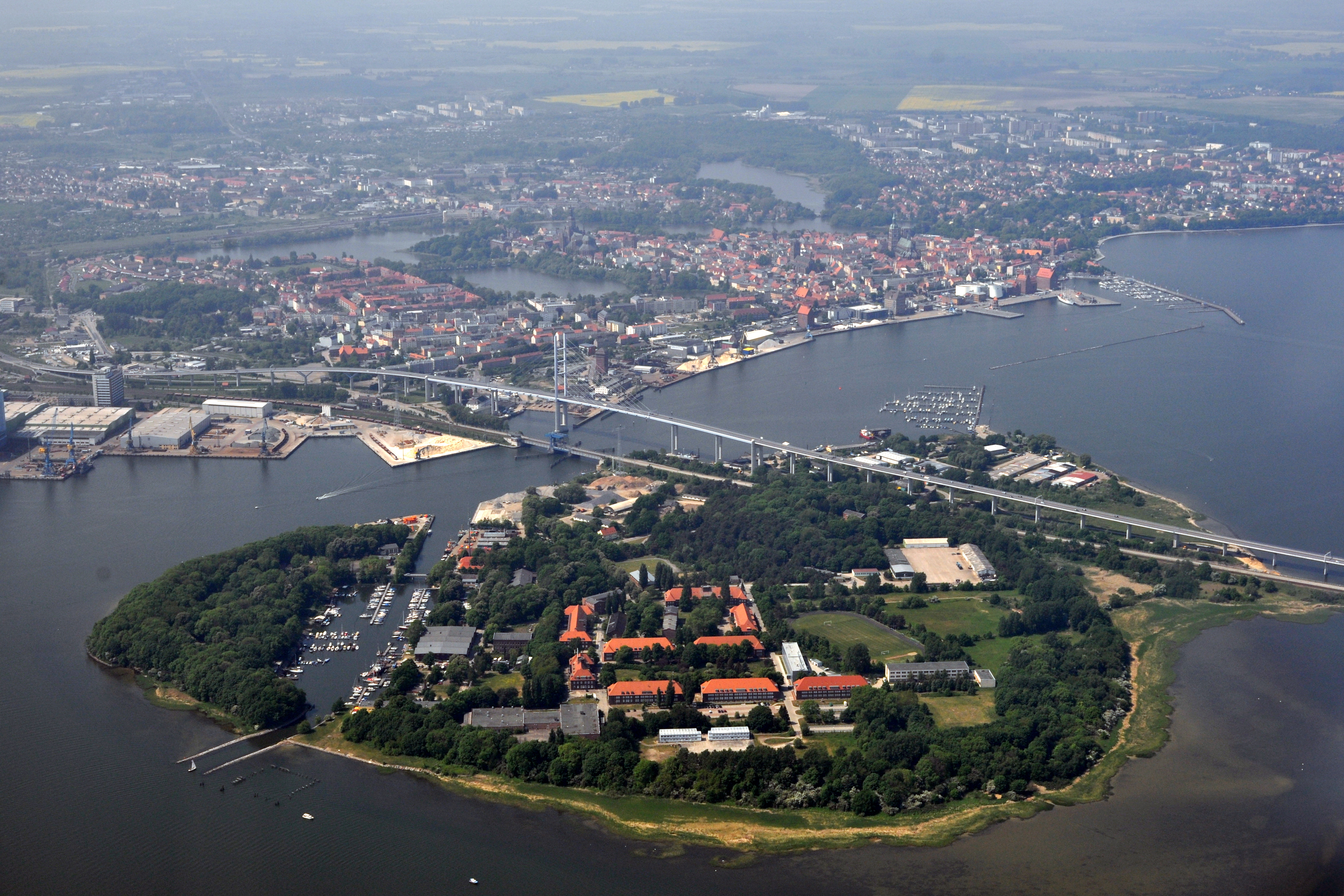
Die beiden Brücken über den Strelasund (2011)

Der Rügendamm ist die erste feste Strelasundquerung; über ihn führen sowohl die alte Bundesstraße 96, die Bahnstrecke Stralsund–Sassnitz als auch ein kombinierter Fuß- und Radweg. Er wurde 1936/1937 fertiggestellt. Zu ihm gehört eine relativ kurze Brücke zwischen Stralsund und der ihm vorgelagerten kleinen Insel Dänholm.
Rügenbrücke ist der Name der im Jahr 2007 fertiggestellten, ausschließlich dem Kraftfahrzeugverkehr dienenden Hochbrücke zwischen Stralsund und Altefähr. Sie liegt parallel zum und nahe des Rügendammes und ist gleich lang wie dieser. Über sie führen die Bundesstraße 96 und die Europastraße 22.

## Brückenbauwerke über den Strelasund

### Rügenbrücke
Die ausschließlich dem Kraftfahrzeugverkehr dienende Rügenbrücke ist eine Hochbrücke mit einer dreistreifigen Fahrbahn, deren mittlerer Fahrstreifen bedarfsgerecht genutzt wird. Das Kernstück der insgesamt 4100 m langen Querung bildet der 2831 m lange Brückenzug über den Strelasund.
Die Strecke setzt sich insgesamt aus sieben Abschnitten zusammen, fünf davon sind Brückenbauwerke:
- Damm auf der Festlandseite in Stralsund

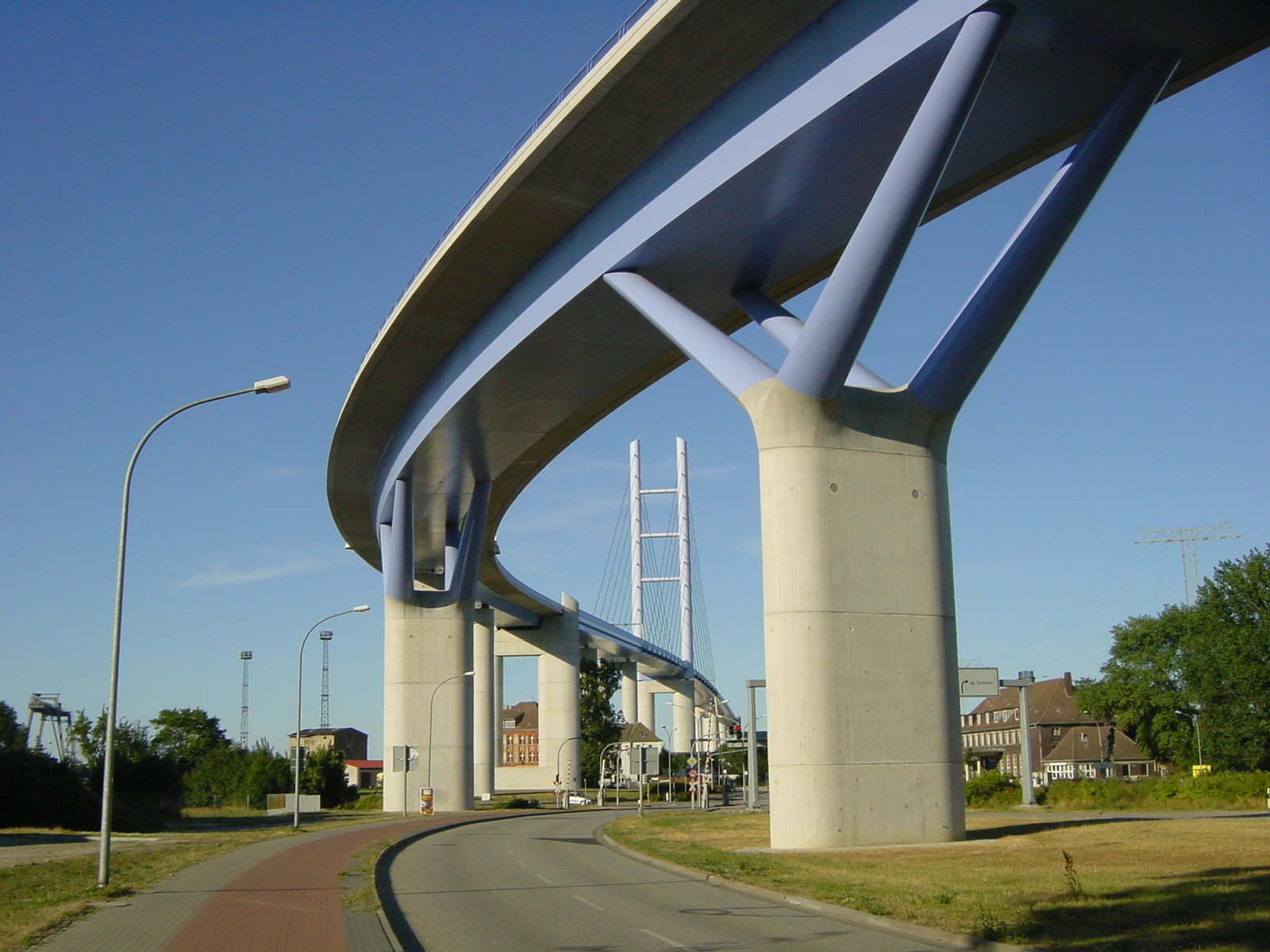
Auffahrt zur Rügenbrücke von Stralsund mit den markanten Y-Stützenpaaren

- zwei Vorlandbrücken in Stralsund
- Hochbrücke über den Ziegelgraben
- Vorlandbrücke Dänholm
- Vorlandbrücke Strelasund
- Strelasundbrücke
- Damm auf der Insel Rügen

#### Südliche Brückenrampe
Die südliche Brückenrampe beginnt hinter dem Anschluss der Ortsumgehung Stralsund (Bundesstraße 96) und besteht bis zum Widerlager der ersten Vorlandbrücke aus einem 85,53 m langen Dammbauwerk. Anschließend folgen die zwei Vorlandbrücken Stralsund mit einer Gradiente von bis zu 4 %. Das Bauwerk 1.1 ist eine 327,5 m lange Brückenkonstruktion mit zehn Feldern und einem zweistegigen Spannbeton-Plattenbalken als Überbau. Das Bauwerk 1.2 ist eine 317 m lange Brücke mit sechs Feldern und einem einzelligen Stahlverbundkasten als Überbau, der im Werk in Neumarkt-Sengenthal vorgefertigt wurde. Eine architektonische Besonderheit bilden an der Zufahrt der B 96 die beiden Y-Stützenpaare, die den großen Stützenabstand von 72 m bei konstanter Überbauhöhe ermöglichen. Die Vorlandbrücken besitzen 0,7 m hohe Innenverkleidungen der Geländer mit Verbundsicherheitsglasscheiben als Windabweiser und Spritzschutz ausgeführt. Die Bauwerke sind auf Ortbetonrammpfählen gegründet.

#### Neue Ziegelgrabenbrücke (Hochbrücke)
Die neue, als Hochbrücke ausgeführte Ziegelgrabenbrücke (BW 2) überspannt den Ziegelgraben, der als Nebenzug des Strelasunds Stralsund und die Insel Dänholm trennt. Sie hat eine Länge von 583,3 m. Die beiden Hauptfelder mit 126 m (zum Festland hin) und 198 m (zum Dänholm hin) Länge sind als Schrägseilbrücke und einem dreizelligen Stahlhohlkasten ausgeführt, der im Werk in Neumarkt-Sengenthal vorgefertigt wurde. Die Brücke ermöglicht dem Schiffsverkehr eine Durchfahrtshöhe von 40 m.
Der in einem hellen Blau gehaltene, 128 m hohe Pylon ist zweigeteilt, mit einem ungefähr 40 m hohen Sockel aus Stahlbeton und einem Oberteil aus Stahl. Der Überbau ist vom Unterbau durch Brückenlager getrennt. Die Gründung des Hauptpfeilers besteht aus 40 Bohrpfählen mit 1,5 m Durchmesser. Vom tropfenförmigen Pylon aus tragen 32 harfenförmig schräg gespannte Stahlseile die beiden Hauptöffnungen.
Die Rügenbrücke ist mit einem für Deutschland einmaligen Verfahren mit Seilzügen versehen, die gegen Korrosion dreifach geschützt sind: Die Seile sind verzinkt, mit einer Hülle aus Polyethylen und zusätzlich mit Spezialwachs überzogen. Ein Jahr lang wurden die Seile in der Technischen Universität München geprüft und schließlich vom Bundesbauministerium zugelassen. Die Stahlseile mit einer Gesamtmasse von bis zu 135 Tonnen bestehen aus 34 Einzellitzen, die in einem Hüllrohr zu einem Kabel mit einem Durchmesser von 180 mm gebündelt sind. Sie sind für eine aufnehmbare Zugkraft von 4000 kN ausgelegt.
Die neue Ziegelgrabenbrücke hat eine 1,5 m hohe Innenverkleidung des Geländers mit Verbundsicherheitsglas als Windabweiser.

#### Nördliche Brückenrampe
Die nördliche Brückenrampe besteht aus drei Brücken, einem Damm- und einem Streckenabschnitt.
Nach der Hauptbrücke folgt die Vorlandbrücke Dänholm (BW 3), eine 532,3 m lange Konstruktion und die Vorlandbrücke Strelasund (BW 4) mit einer Länge von 532,2 m. Beide Bauwerke besitzen einen 10-feldrigen einzelligen Spannbeton-Hohlkasten als Überbau und sind auf Ortbetonbohrpfählen gegründet. Die Brücke Dänholm ist mit einer 0,7 m hohen Innenverkleidung des Geländers mit Verbundsicherheitsglas als Windabweiser ausgeführt.
Das Brückenbauwerk über den Strelasund ist die 539,0 m lange Strelasundbrücke (BW 5), die nach Norden hin die Höhe der Ziegelgrabenüberfahrt verringert. Die Durchfahrtshöhe für die Schifffahrt auf dem Strelasund liegt an der für die Durchfahrt vorgesehenen Stelle nur noch bei 8 Metern. Das Brückenbauwerk hat auch einen einzelligen Spannbeton-Hohlkasten als Überbau.
Der nördlichste Abschnitt der Strelasundquerung wird auf einem Damm geführt. Die Länge des Dammes beträgt 455,95 m, es folgt noch 732,0 m Strecke. Mit 225.000 m³ Erdmaterial wurde der Damm aufgeschüttet, dazu bilden 20.690 m² Spundwände die Uferwand des Dammes, der bis zum Anschluss des Verkehrsknotens Altefähr führt. In diesem Bereich ist eine Radwegunterführung vorhanden.

### Rügendamm
Rügendamm ist der Name der seit 1935 bestehenden Strelasundquerung, die mit einem Straßenbrückenzug für eine zweistreifige Fahrbahn der Bundesstraße 96 und einen Gehweg sowie in paralleler Lage für einen eingleisigen Eisenbahnbrückenzug im Verlauf der Strecke nach Bergen–Sassnitz errichtet wurde. Sie besteht aus drei Abschnitten, die in der Reihenfolge beschrieben sind, wie sie von Stralsund, also vom Festland kommend, passiert werden.

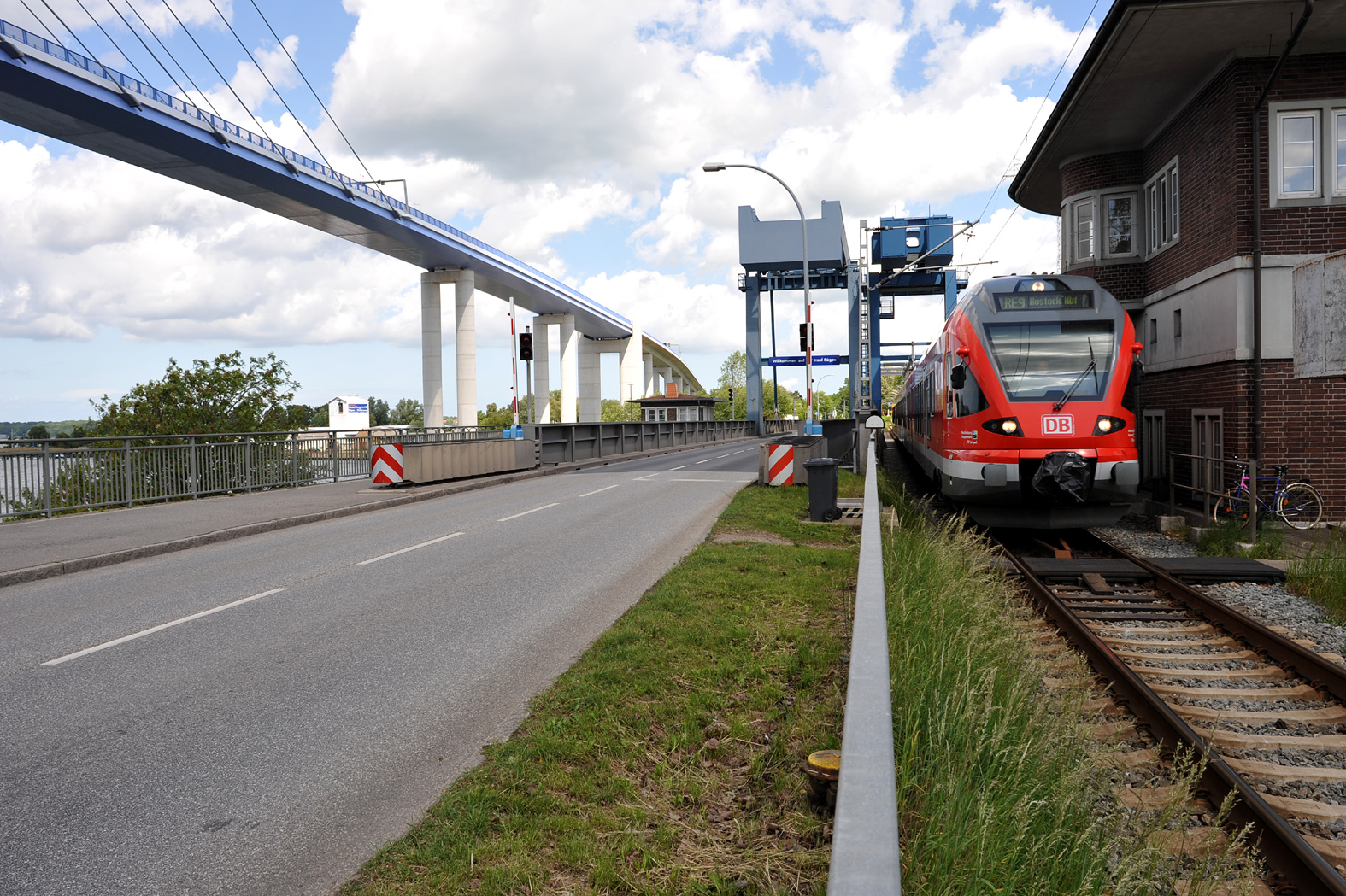
Straße und Eisenbahn über die Ziegelgrabenbrücke (hinten), links die Hochbrücke

#### Ziegelgrabenbrücke
Die alte, als Klappbrücke ausgeführte Ziegelgrabenbrücke ist 133 Meter lang und verbindet das Festland mit der noch zu Stralsund gehörenden Insel Dänholm. Der Eisenbahn- und Straßenbrückenzug besteht aus je drei Überbauten: Zwei festen mit jeweils 52 Metern Stützweite und einem beweglichen mit einer Stützweite von 29 Metern. Die Brücke mit einer Masse von 370 Tonnen wird täglich zu festgelegten Zeiten für den Schiffsverkehr geöffnet. Das Öffnen der Brücke ermöglicht der Schifffahrt auf der Ostansteuerung des Hafens Stralsund das Passieren des Rügendamms; die Öffnung geschieht täglich jeweils um 2:30 Uhr (Bedarfsöffnung), 5:20, 8:20, 12:20, 15:20, 17:20 und 21:30 Uhr für je 20 Minuten. Diese Zeiten liegen in fahrplanmäßigen Zugpausen, damit behindern die Brückenöffnungen den Eisenbahnbetrieb normalerweise nicht. In geschlossenem Zustand beträgt die Durchfahrtshöhe für die Schifffahrt 6 Meter.

#### Rügendamm
Auf dem Dänholm beginnt der eigentliche Rügendamm, d. h. der Verlauf der Strelasundquerung als Damm. Dieser ist die Verbindung zwischen Ziegelgrabenbrücke und Rügendammbrücke und reicht noch über den eigentlichen Dänholm hinaus in den Strelasund.

#### Rügendammbrücke (Strelasundbrücke)

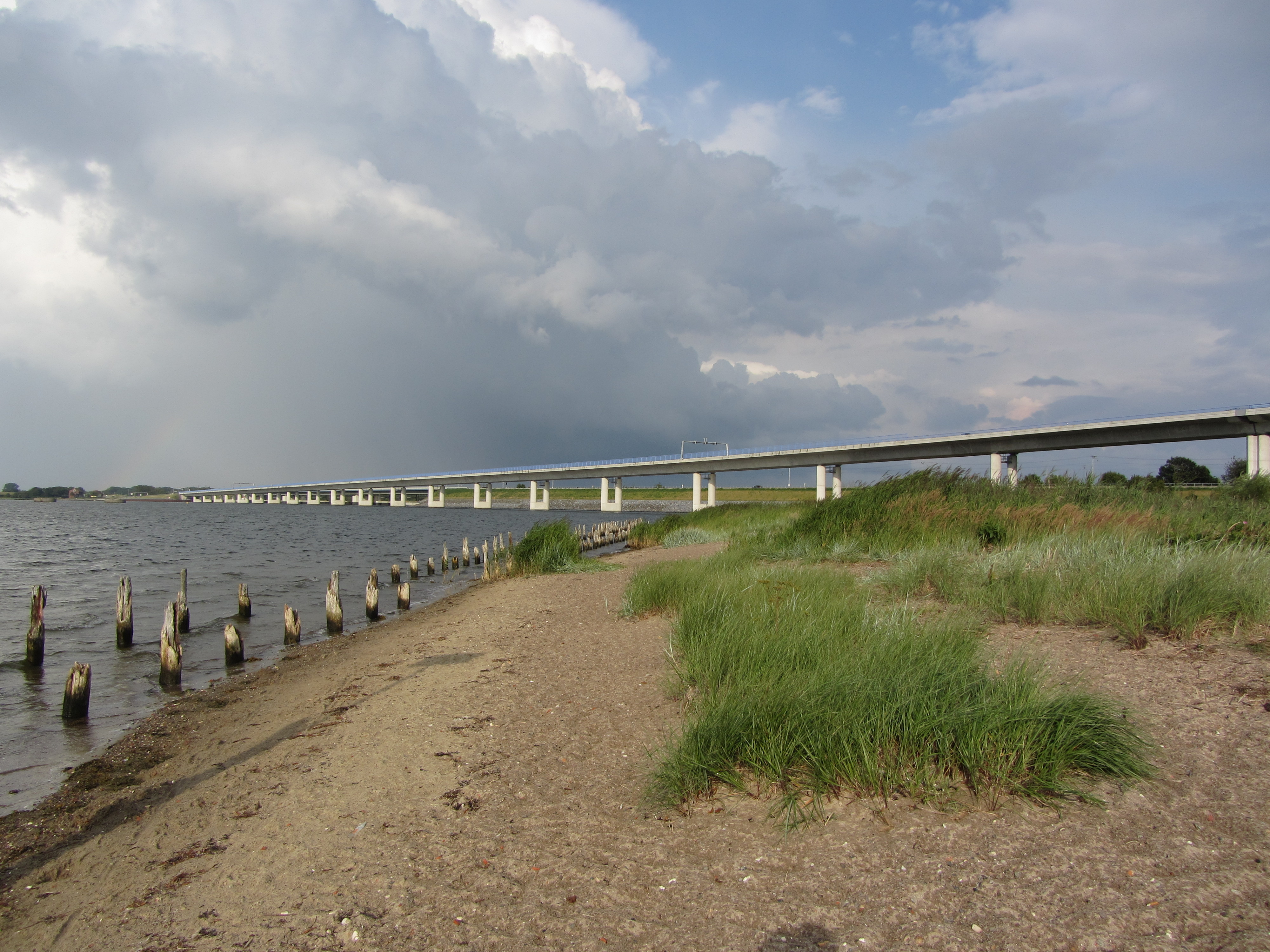
Brücke über den Dänholm und Strelasundbrücke

Die Rügendammbrücke ist eine 10-feldrige Stahlkonstruktion mit einer Länge von 540 m über den Strelasund. Das Bauwerk, bestehend aus je einem Überbau für die eingleisige Eisenbahnstrecke und den Straßenverkehr, verbindet die Insel Dänholm mit der Insel Rügen und endet bei der Ortschaft Altefähr. Die Durchfahrtshöhe für die Schifffahrt auf dem Strelasund liegt mit 8 Metern 2 Meter höher als bei der Ziegelgrabenbrücke im geschlossenen Zustand.

## Fährverbindung
Zwischen Stralsund und Altefähr besteht eine Fährverbindung mit kleineren Passagierschiffen, die dem Personen- und Fahrradtransport dienen. Sie wird durch die Weiße Flotte betrieben.

## Geschichte
Der Strelasund trennt seit Jahrtausenden die Insel Rügen vom heutigen vorpommerschen Festland. Seit mindestens sieben Jahrtausenden siedelten Menschen auf der Insel, die hier auch ihre heiligen Stätten anlegten, wie die Swantevit-Stätte am Kap Arkona. Ab dem 12. Jahrhundert erfolgte die Christianisierung. Die heiligen Stätten verfielen oder wurden geschleift. Diese Stätten waren vordem Ziel vieler Pilger auch vom Festland. Zur Überquerung der Meerenge benutzten sie Boote, ebenso für den Handel zwischen Insel und Festland.

### Alte Fähre
Die Meerenge konnte an vielen verschiedenen Stellen überquert werden, da die Insel an einem langen Abschnitt der Festlandküste in Sichtweite liegt. Die kürzeste Entfernung wies allerdings die Querung zwischen der heutigen Stadt Stralsund und dem Dorf Altefähr auf. Zudem war sie durch die schützende Insel Stralow (später Dänholm genannt) sehr günstig gelegen. Von hier aus entwickelte sich ein regelrechter Fährbetrieb; um 1000 oder 1100 wurde hier bereits mit Heringen gehandelt; bei Grabungen auf der Insel Rügen wurden sogar arabische Münzen gefunden.
Die beiden Fähranlegestellen entwickelten sich nach der Christianisierung durch die Dänen zu größeren Ansiedlungen. Vor allem das Fährdorf Stralow („stral“ bedeutet im Mittelniederdeutschen und im Slawischen „Pfeil“) entwickelte sich rasch. Anfang des 13. Jahrhunderts kamen immer mehr Siedler u. a. aus Westfalen. Ihre Ansiedlung wurde durch die Rügenschen Fürsten gefördert und 1234 verlieh der Fürst Wizlaw I. dem Ort Stralow die Stadtrechte. Die Fährverbindung nach Alte Fähre, wie der Ort auf Rügen genannt wurde, wurde immer bedeutsamer, immer mehr Güter und Waren wurden auf dem Seeweg gehandelt. Stralsund wurde 1293 Mitglied der Hanse, der Warenverkehr zwischen der Insel Rügen und dem Festland nahm an Bedeutung und Umfang zu.

### Dänholmfähre
Zwischen dem Dänholm und der Festlandseite Stralsunds bestand eine überwiegend vom Militär genutzte Fährverbindung. Sie wurde Mitte Juli 1935 nach der Fertigstellung der Ziegelgrabenbrücke für den Straßenverkehr eingestellt.

### Die schwedische Postlinie
Nach dem Dreißigjährigen Krieg kam Vorpommern und damit Stralsund und die Insel Rügen zum Königreich Schweden. Die Schweden betrieben einen Postverkehr zwischen dem Mutterland und den Provinzen per Segelschiffslinie. So wurde auch Stralsund Bestandteil solch einer Linie, die in Ystad begann. Ab 1664 verkehrte auf dieser Linie das kleine Kriegsschiff Lilla Jägaren. Nach einer dreijährigen Unterbrechung aufgrund der dänischen Besetzung Stralsunds wurde der Postverkehr 1678 wieder aufgenommen; ab dem 20. Juli 1683 existierte sogar ein Fahrplan. Ab 1684 wurden auch Passagiere und Pferdewagen befördert. Die Fahrzeit mit den Fährschiffen Posthornet und Postryttaren betrug zwischen neun Stunden und drei Tagen, manchmal waren die Schiffe auch eine Woche unterwegs. Aufgrund des flachen Fahrwassers vor Stralsund und wegen des Eisgangs im Winter nutzte die schwedische Post ab 1685 als Endpunkt zunehmend das Fährhaus Wittow. Von hier fuhr ein Zubringer weiter nach Stralsund. Das eigens in Stralsund gebaute Paketboot Delphin beförderte regelmäßig montags um 8 Uhr Post und Passagiere nach Wittow, wo auf das Postschiff umgeladen wurde. Das Postschiff fuhr daraufhin weiter nach Ystad; nach seiner Rückkehr am Donnerstag wurde wieder auf das Paketboot umgeladen, das dann regelmäßig freitags von Wittow nach Stralsund fuhr. Da die Überfahrt mit dem kleinen Paketboot nicht besonders angenehm war, es andererseits auch größere Fuhrwerke nicht aufnehmen konnte, existierte auch eine Landverbindung zwischen Wittow und Altefähr, von wo aus die Passagiere und die Fracht mit den bestehenden Fähren übergesetzt wurden.
Die Postlinie war stets den Witterungsbedingungen unterworfen; ganz zum Erliegen kam sie häufig in Kriegssituationen wie während des Nordischen Krieges oder der Napoleonischen Kriege. Die bei Abzug der Franzosen im Stralsunder Hafen liegenden Postschiffe wurden von den Besatzern an die Stralsunder verkauft und bildeten später die Anfänge der preußischen Marine.
Nach dem Wechsel Stralsunds in die Zugehörigkeit nach Preußen gab Schweden in einem am 25. März 1818 geschlossenen zwischenstaatlichen Vertrag seine Postlinien nach Rostock und Lübeck zugunsten des Weiterbestehens seines Postamtes in Stralsund und der Postlinie Ystad – Stralsund auf. Nunmehr verkehrten auf der Linie die schwedischen Schiffe Constitution und Troheten und die preußischen Schiffe Kronprinz von Preußen und Friedrich Wilhelm. Neben den Postseglern beförderten auch zahlreiche Fischer mit ihren Booten Passagiere und Fracht zwischen pommerschem Festland, Rügen und Schweden. Ab 1821 setzten Preußen und Schweden in den Sommermonaten auch Raddampfer auf der Strecke ein, die allerdings wegen des Eisgangs im Winter wieder durch Segelschiffe ersetzt wurden.
Um 1827 war das Fahrwasser vor Stralsund so versandet, dass die Postschiffe bis 1841 nach Wieck bei Greifswald verkehrten. In diesem Jahr war das Fahrwasser auf 3,45 Meter (elf Fuß) ausgebaggert worden. Preußen dehnte die Linie nach Kopenhagen aus, Schweden zog 1843 gleich. Der Verkehr auf der Linie ging allerdings zurück, als Stettin 1843 eine Eisenbahnstrecke nach Berlin erhielt. Stralsunder Überlegungen zu einer Eisenbahnstrecke von Berlin nach Stralsund und weiter über eine Eisenbahnbrücke nach Arkona wurden abgelehnt, am 21. Juni 1861 aber der Bau einer Nebenstrecke über Pasewalk, Anklam und Greifswald bewilligt. Der Bahnhof Stralsund wurde am 27. September 1863 mit dem Eintreffen des Zuges aus Angermünde eingeweiht. Die kühnen Pläne für eine Eisenbahnbrücke wurden vorerst nicht verwirklicht.
1946 kam es aufgrund der Zerstörung der Brücken über den Strelasund nochmals zu einer höheren Frequentierung der Fähre. Allein im August waren es 50.000 Personen, die befördert wurden. Bei weiteren Erneuerungsmaßnahmen im April und Mai 1961 wurden Personen- und Autofähren eingesetzt, die die Passagiere und Fracht über den Sund beförderten. Auch bei weiteren Sanierungsmaßnahmen an der Brücke im März 1990 wurde die Fähre wieder verstärkt von Fußgängern und Radfahrern genutzt.

### Trajekt

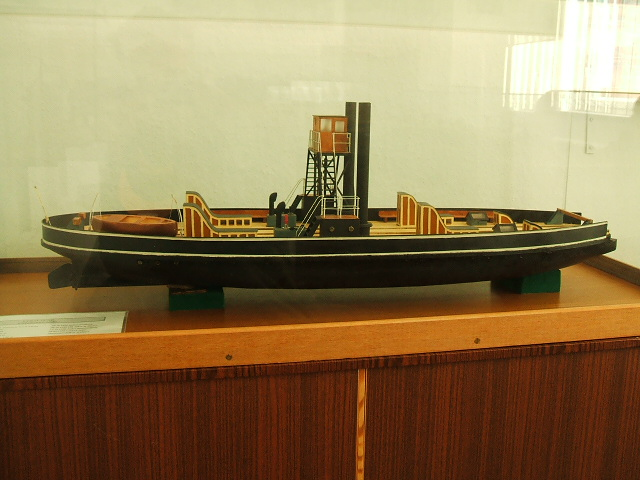
Modell des Trajekts Stralsund im Marinemuseum Dänholm

Seit 1878 hatte Stralsund dann auch einen direkten Eisenbahnanschluss nach Berlin. 1882 entstanden Gleisanlagen auf der Strecke von Altefähr nach Bergen sowie Trajektanlagen in Altefähr und in Stralsund. Die Planer des Trajektes gingen von 30.000 bis 40.000 Passagieren im Jahr aus. Am 1. Juli 1883 nahmen das Trajekt (mit zwei 30 Meter langen Schiffen, der Prinz Heinrich und der Rügen) und die Eisenbahnstrecke nach Bergen ihren Betrieb auf. Alle Fährschiffe besaßen Eisbrechereigenschaften für den Winterbetrieb. Gegen den Betrieb hatten die Betreiber der bisherigen Fähren Klage eingereicht, da ihre Existenzgrundlage bedroht war. Ihnen wurde eine Entschädigung in Höhe von 80.000 Goldmark zugesprochen; von diesem Geld wurde u. a. ein neuer Raddampfer gekauft, der noch bis 1949 in Betrieb war.
Auf der Trajektstrecke verkehrten im ersten Jahr bereits 90.000 Fahrgäste, woraufhin 1890 als drittes Schiff die Stralsund in Dienst gestellt wurde. Seit 1897 verkehrten auf Rügen Schnellzüge. Neue Fährschiffe wie die Saßnitz konnten mit 62 Metern Länge drei Schnellzugwagen aufnehmen. Ihr folgte 1898 die baugleiche Putbus. In Altefähr und in Stralsund waren seit 1897 je zwei Fährbetten in Betrieb, sodass die Züge parallel abgefertigt werden konnten. Täglich verkehrten nach der Inbetriebnahme der Erweiterungsstrecke zwischen Bergen und Saßnitz und der Aufnahme des Fährbetriebes der Seepostlinie von dort nach Schweden am 1. Mai 1897 zwei Schnellzugpaare zwischen Berlin und Saßnitz.
Ein großer Nachteil des zweimal gebrochenen Verkehres war der Zeitverlust. Die am 1. Oktober 1904 eingeweihte Eisenbahnfährlinie Warnemünde–Gedser wurde zunehmend zur Konkurrenz. 1909 eröffneten Schweden und das Königreich Preußen daher ebenfalls eine Eisenbahnfährverbindung zwischen Saßnitz und Trelleborg, die umsteigefreies Reisen ermöglichte und den Verkehr wieder aufleben ließ. Wieder wurden Forderungen nach einer festen Verbindung zwischen Rügen und dem Festland erhoben. Noch 1910 allerdings lehnte der Preußische Landtag eine solche Verbindung ab, ebenso wie der Rat der Stadt in Stralsund. Am 4. Mai 1911 übergab das Ministerium der öffentlichen Arbeiten eine Denkschrift, die den Titel „Die Entwicklung des Verkehrs und des Betriebes der Eisenbahn auf der Insel Rügen und die Verbindung mit Stralsund“ trug und eine Eisenbahnbrücke empfahl. Das Bauprojekt von 1914 sah eine 1200 Meter lange stählerne Hochbrücke zwischen Dänholm und Rügen vor, die auf zehn Pfeilern ruhen sollte. Die Spannweite zwischen den Pfeilern hätte 102 Meter betragen, die mittig gelegene schiffbare Hauptöffnung sollte eine Spannweite von 160 Metern besitzen und eine Durchfahrtshöhe über See von 27 Metern bieten. Diese ersten Entwürfe waren auch von Befürwortern des aufkommenden Kraftverkehrs kritisiert worden. Eine reine Eisenbahnbrücke erschien ihnen anachronistisch. Das Projekt wurde allerdings bei Ausbruch des Ersten Weltkrieges ad acta gelegt.
Nach dem Ersten Weltkrieg wurde 1920 ein neues, 83 Meter langes Fährschiff mit Namen Altefähr in Dienst gestellt. Ein weiteres wurde verlängert. Trotz der Umstellung des Betriebes auf elektrische Anlagen waren die Fährschiffe schon wegen der längeren Züge überlastet – ein Zug musste auf mindestens zwei Schiffe verteilt werden.

### Rügendamm

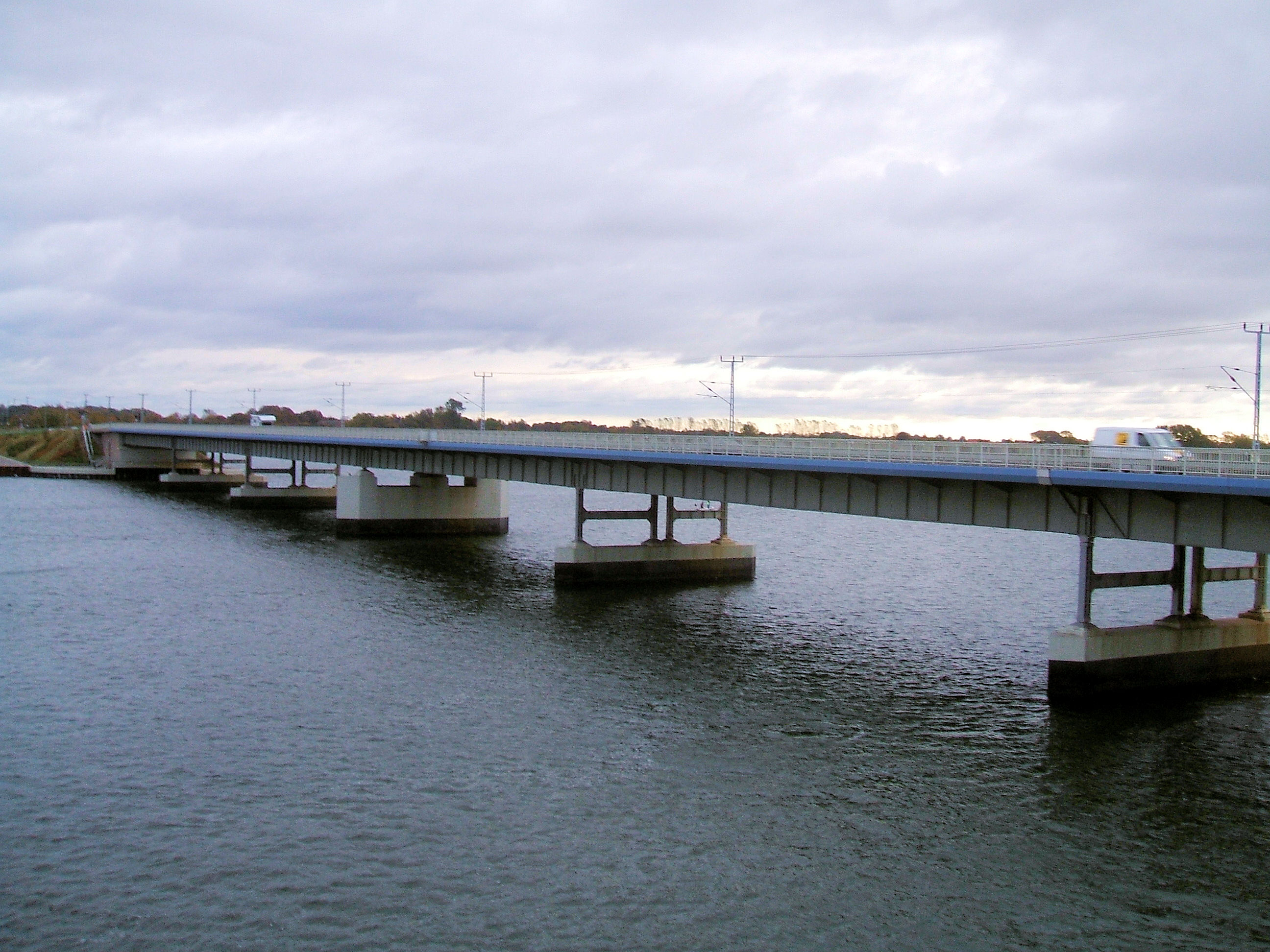
Strelasundbrücke (2007)

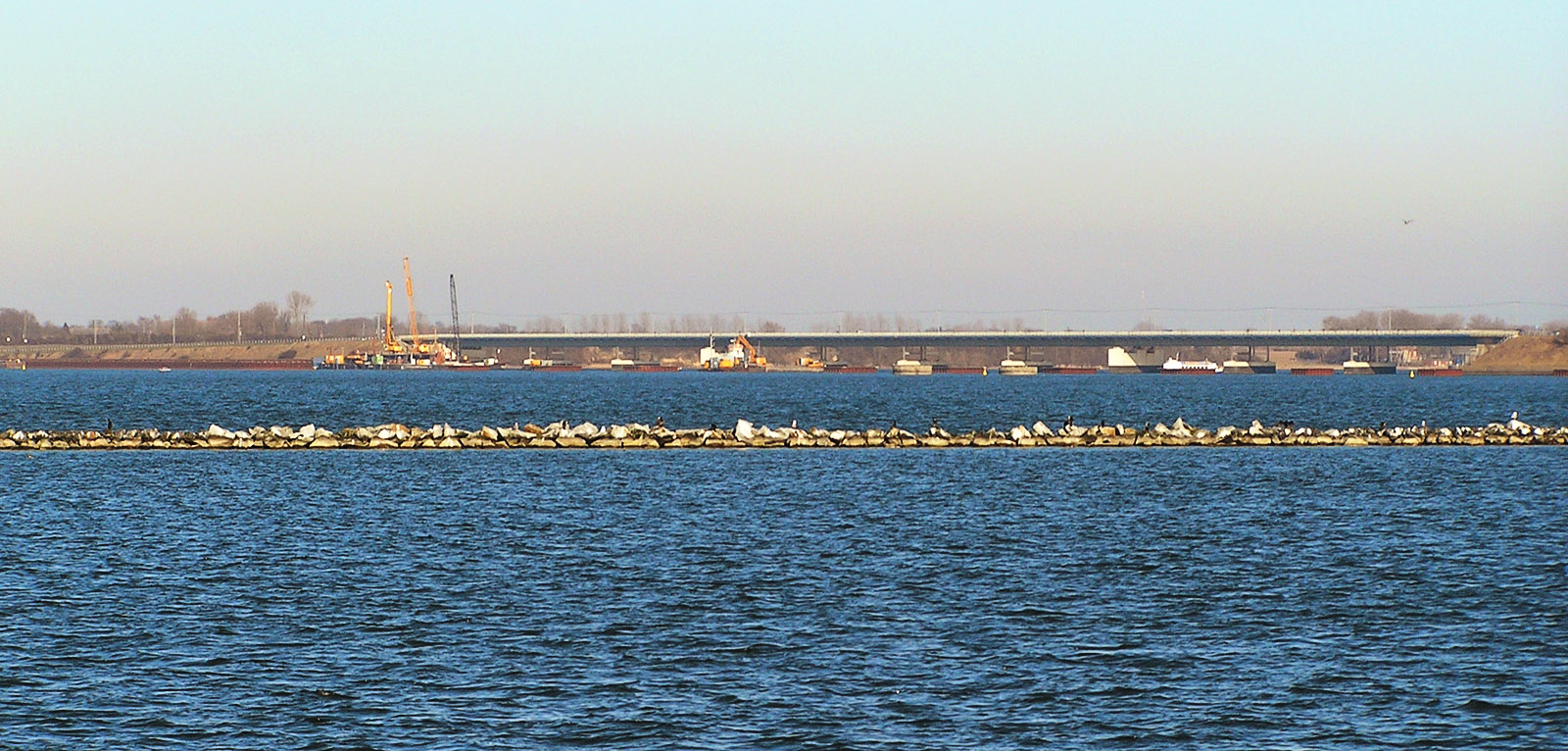
Strelasundbrücke (2005)

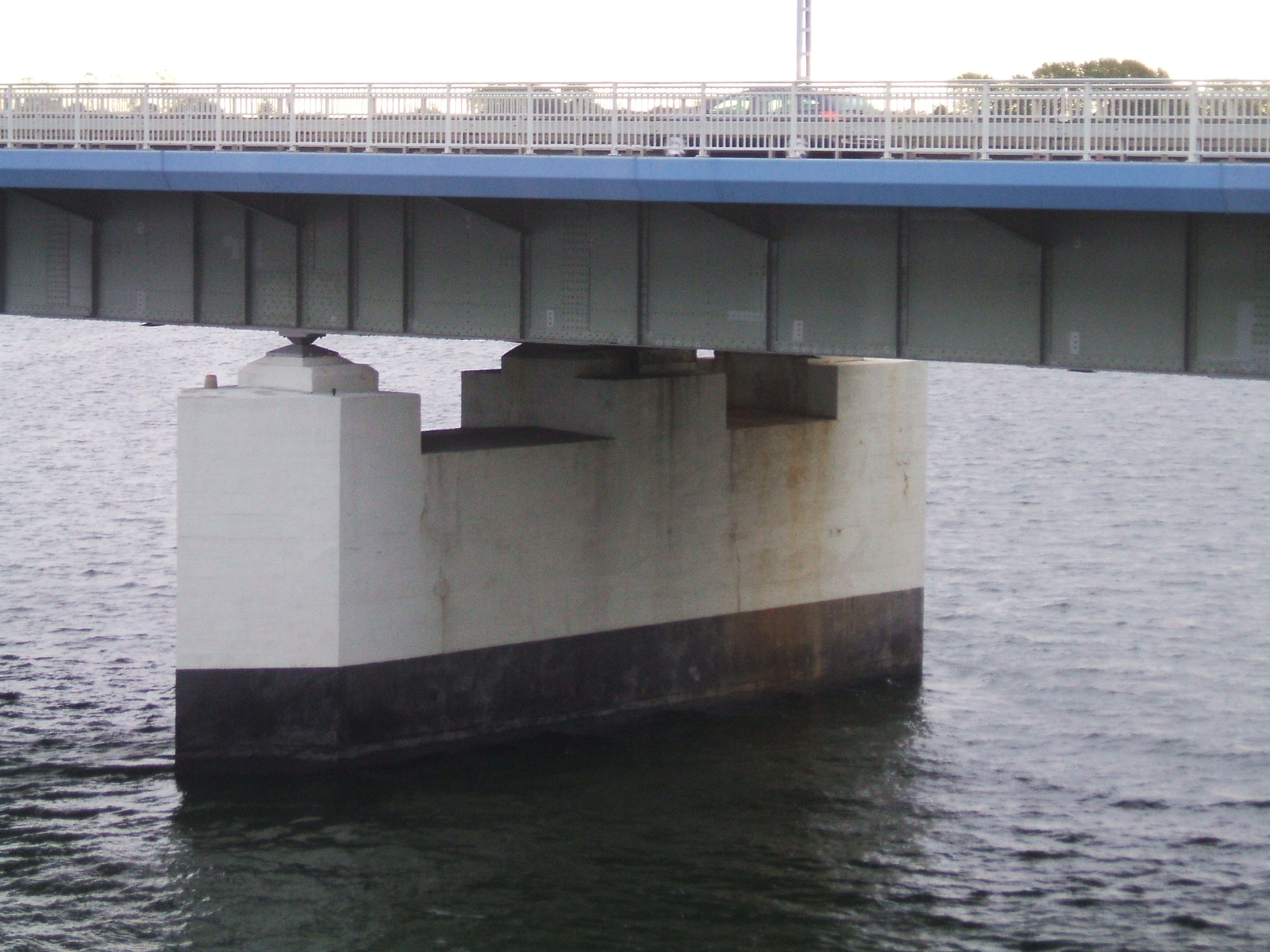
Strelasundbrücke, Strompfeiler aus Beton (2007)

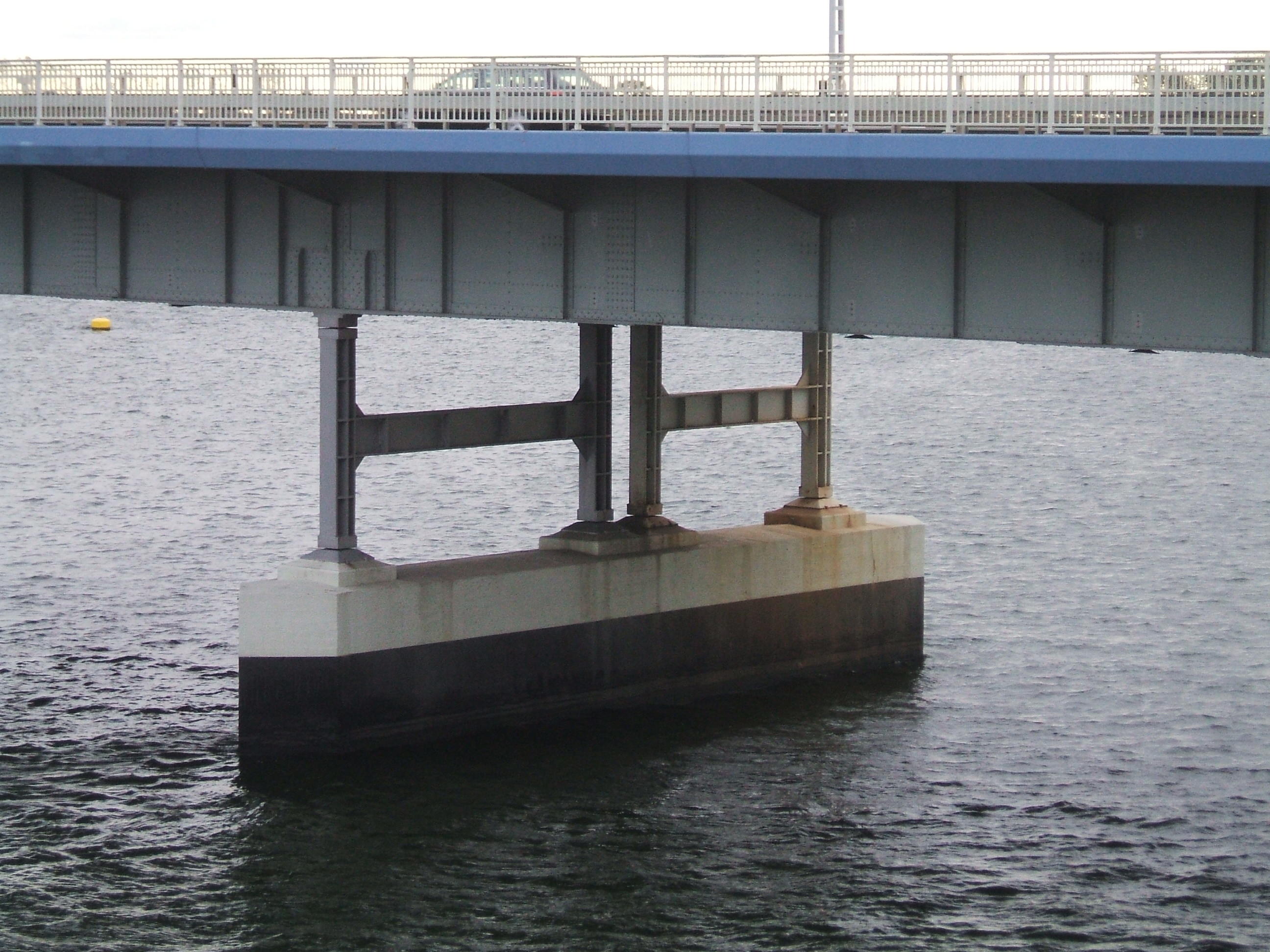
Strelasundbrücke, Stahlpendelstütze (2007)

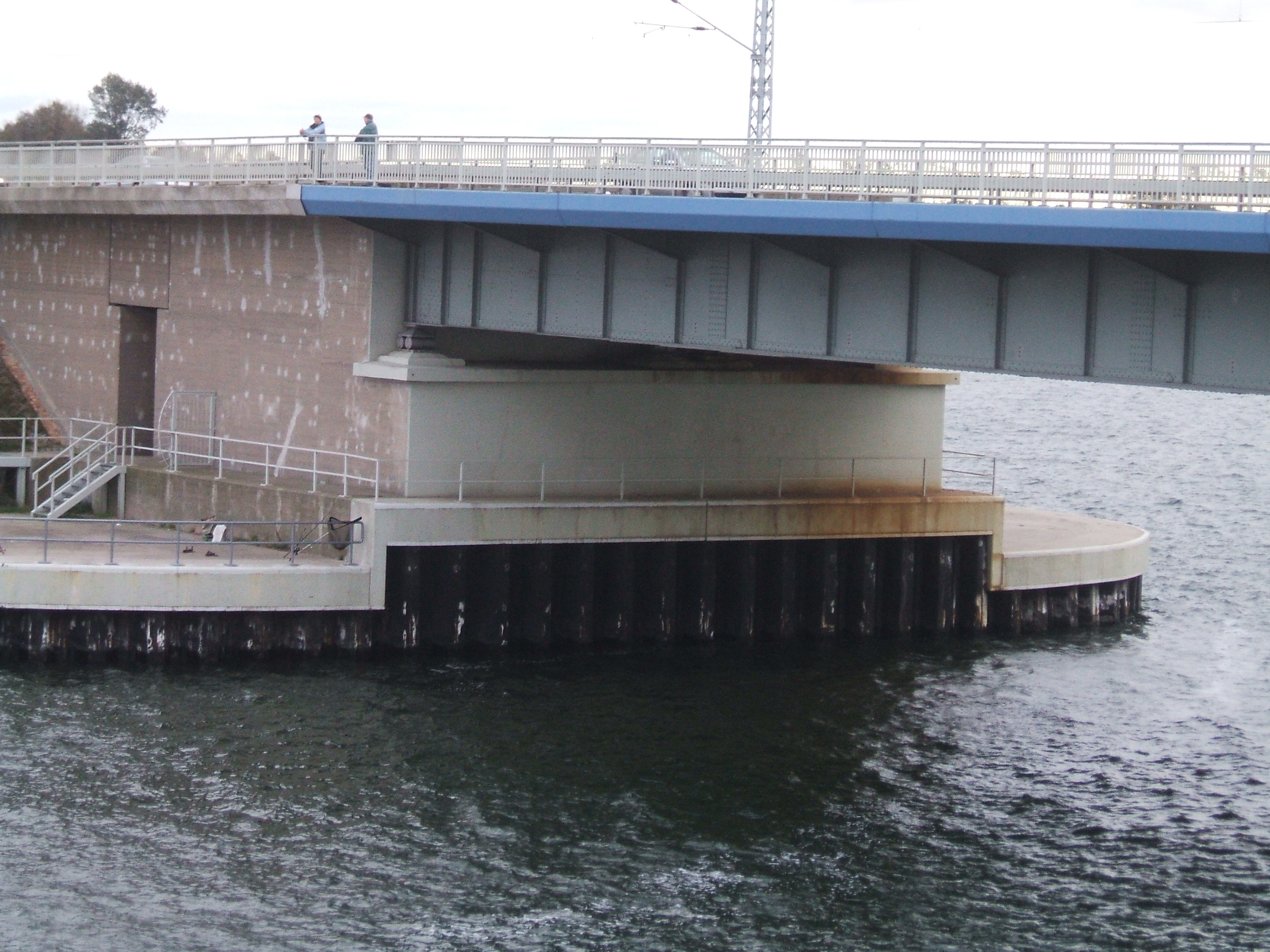
Strelasundbrücke, Widerlager auf Rügener Seite

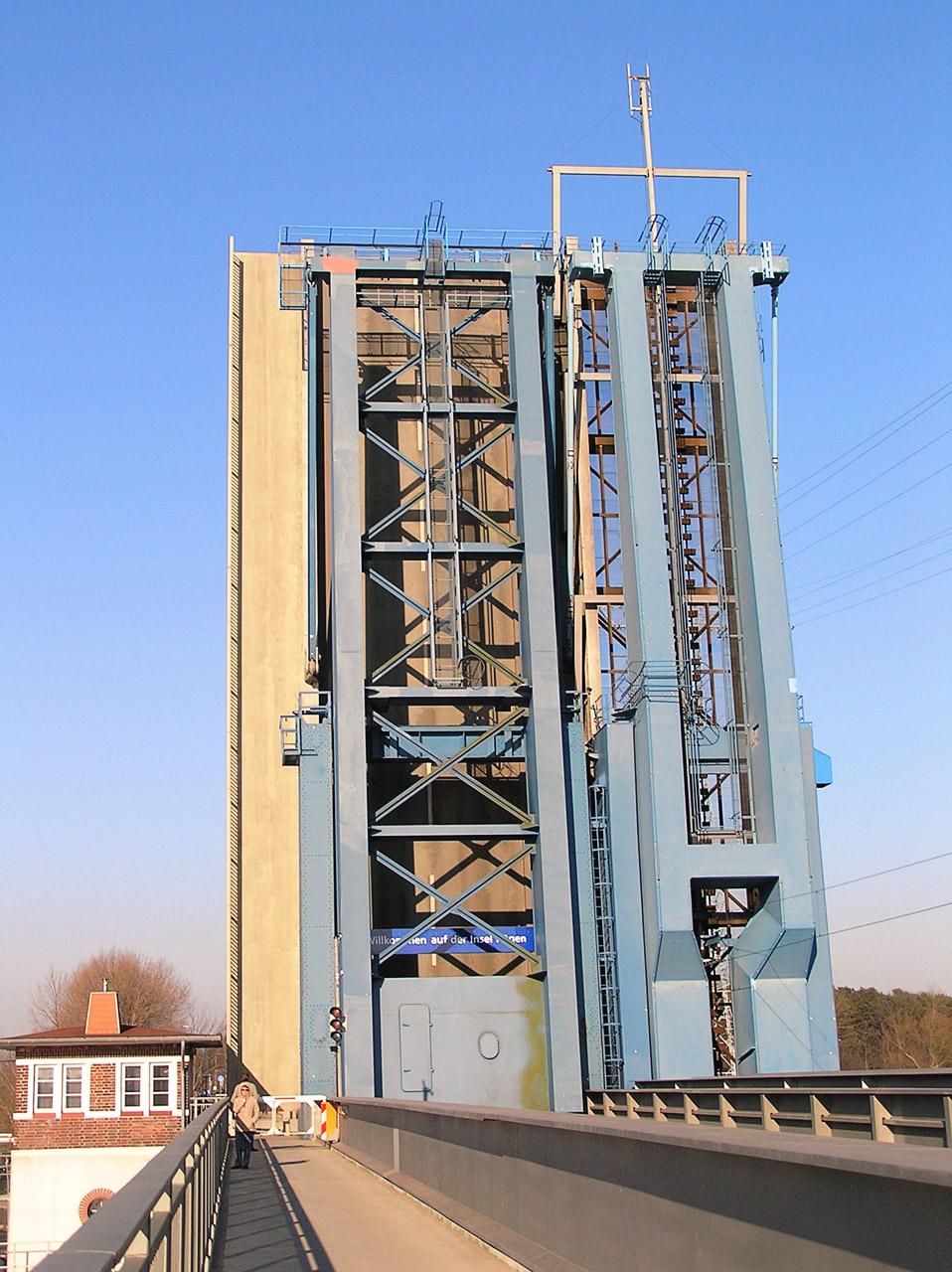
Ziegelgrabenbrücke, geöffnet

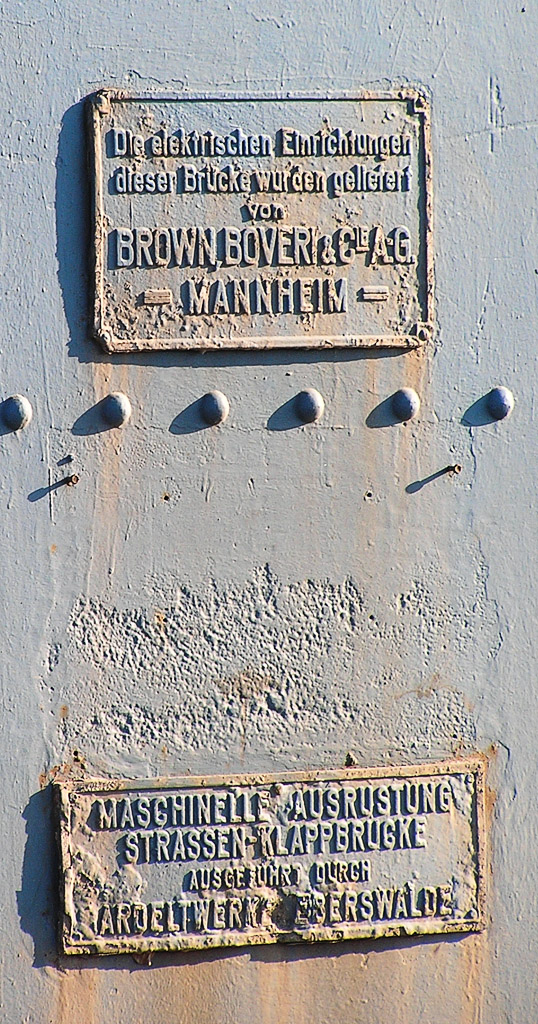
Schild an der Ziegelgrabenbrücke

Der schwedische Kronprinz General Bernadotte sah eine feste Strelasundquerung bereits 1813 als möglichen Rückzugsweg seiner Truppen vor der Völkerschlacht bei Leipzig. 1879 gewann Robert Bassel mit seinem Entwurf für eine „Brücke über den Bodden von Stralsund nach Rügen“ den Schinkelpreis – wie bei den meisten Aufgabenstellungen in diesem jährlich stattfindenden Wettbewerb gab es jedoch keine konkreten Bauabsichten.
Nachdem Planungen von 1914 verworfen worden waren, war nach dem Ersten Weltkrieg auch die Deutsche Reichsbahn sehr daran interessiert, eine feste Verbindung zu schaffen. 1929 nutzten 185.000 Reisende das Trajekt, das bis zu 90-mal täglich hin und her fuhr. Am 5. Februar 1930 wurde in Stralsund ein Verein zur Förderung des Projektes gegründet. In diesem Jahr wurden auch die Vorbereitungen für den Beginn des Baus eines „Rügendamms“ getroffen. Schwierigkeiten bereitete die Finanzierung. Ein großer Teil der Erdarbeiten sollte daher durch die „freiwilligen Arbeitsdienste“ bzw. später den Reichsarbeitsdienst erledigt werden. Auch Ideen zur Erhebung einer „Brückengeld“ genannten Nutzungsgebühr wurden aufgestellt. In Anbetracht der zu erwartenden Steigerung der Touristenzahlen wurde das Projekt forciert. Die Gesamtleitung für den Bau des Rügendamms inklusive des Baus der Straßen wurde der Reichsbahndirektion Stettin übertragen.
In Stralsund musste eine neue Eisenbahnstrecke gebaut werden, welche den Hauptbahnhof nicht mehr berührte, die sogenannte „Berliner Kurve“. In unmittelbarer Nähe des künftigen Dammbauwerks entstand der Bahnhof Stralsund Rügendamm. Auf Festlandseite wurde eine Zubringerstraße durch die Frankenvorstadt, über einen Damm durch den Frankenteich und weiter in Richtung Tribseer Vorstadt angelegt. Auf Rügen wurde der Bahnhof Altefähr verlegt und dabei vier Meter höher gebaut.

#### Projekt
Das Projekt der Brücke sah abweichend von den vorherigen Projekten die Verlegung des Schiffsverkehrs in den Ziegelgraben zwischen dem Dänholm und dem Stralsunder Festland vor. Eine Klappbrücke über den Ziegelgraben, eine feste Brücke zwischen Dänholm und Rügen mit zehn Flutöffnungen zum ungehinderten Durchfluss des Wassers des Strelasunds und aufgeschüttete Dämme auf dem Dänholm sowie vor Rügen waren nun vorgesehen. Der ursprüngliche Plan, eine Hubbrücke zu bauen, wurde wegen der geplanten Durchfahrtsweite von 25 Metern aus Kostengründen aufgegeben. Die Bahnstrecke auf dem Rügendamm wurde eingleisig und die Straße mit 6 Metern Breite zweistreifig konzipiert. Ein zweieinhalb Meter breiter Gehweg ergänzte das Projekt. Drei Straßenüberführungen (Paschenbergbrücke, Köppenbergbrücke, Greifswalder Überführung), drei Straßenunterführungen (An der Werft, Schwarze Kuppe und Bauhofstraße), eine Fußgängerunterführung und ein Tunnel am Bahnhof Rügendamm wurden benötigt. Die Ostmole musste verlängert werden; sie sollte den durchfahrenden Schiffen Schutz vor Nordwestwinden bieten.

#### Erdarbeiten
Die Grundsteinlegung erfolgte am 1. August 1931. 1932 begannen die Erdarbeiten für die Trasse zwischen dem Bahnhof Stralsund und dem Ziegelgraben. Da die von Schweden zunächst zugesicherten Kredite aus politischen Gründen nicht ausgezahlt wurden, kamen die Arbeiten allerdings ins Stocken. Die deutschen Nationalsozialisten jedoch benötigten derartige Prestige-Projekte, gerade in einer von hoher Arbeitslosigkeit betroffenen Region, dringend und unterstützten den Bau vorrangig. Im September 1933 wurden die Arbeiten daher fortgesetzt. Die Erdarbeiten erfolgten zunächst im Handbetrieb – eine Maßnahme hauptsächlich zur Arbeitsbeschaffung für Arbeitslose. Als die Arbeiten aufgrund der Bodenbeschaffenheit immer schwieriger wurden, stellte man ab Herbst 1934 vollständig auf einen Baggerbetrieb um. Die Erde wurde mit Loren abtransportiert und zur Schüttung des Dammes verwendet. Am Bahnhof wurden die südlichen Anlagen erweitert und eine Einfahrt für Güterzüge aus südlicher Richtung geschaffen.
Im November 1933 begannen die Arbeiten zur Ausbaggerung der Fahrrinne im Ziegelgraben; die dabei ausgebaggerten Böden, die zum Aufschütten der Dämme nicht geeignet waren, wurden zum Teil auf Stralsunder Seite abgelagert, der größte Teil aber wurde auf die neuen Spülfelder in Drigge verbracht. Allein aus der künftigen Schifffahrtsrinne wurden 1.000.000 m³ Schlick und Sand gebaggert. Im Ziegelgraben und im Strelasund zwischen Dänholm und Rügen wurde der Schlick auf einer Breite von 50 Metern ausgebaggert, zudem wurde unter der künftigen Brücke über den Sund eine Flutrinne von 11,4 Meter Tiefe und 25 Metern Breite geschaffen. Dabei fielen weitere 700.000 m³ Schlick an. Der Dammfuß wurde mit vor Drigge gefundenem Sand und Kies geschaffen. Mit Schuten wurde Sand an die aufzuschüttende Stelle gebracht; die Höhe des Dammfußes sollte 2,5 Meter über dem Meeresgrund betragen. Als die Schuten wegen ihres Tiefgangs nicht weiter eingesetzt werden konnten, wurde der Rest des Dammfußes aufgespült; insgesamt wurden dazu 1.000.000 m³ Sand und Kies eingesetzt. Vom aufgespülten Damm aus wurden Spundwände in den Boden gerammt. Die Rammung nahe den Widerlagern der Brücke erfolgte vom Schiff aus. Der Damm im Ziegelgraben und zwischen dem Dänholm und dem Widerlager der Brücke wurde mit den bei den Eisenbahnarbeiten gewonnenen Böden verfüllt.

#### Brückenbau
Für die Arbeiten an den Stahlkonstruktionen waren das Unternehmen J. Gollnow & Sohn (Stettin) für die Straßenbrücke, die Friedrich Krupp AG (Abteilung Brückenbau in Rheinhausen) für die Eisenbahnbrücke Ziegelgraben und die Eisenbahnbrücke über den Strelasund von Pfeiler 5 bis zum Widerlager auf Stralsunder Seite und das Unternehmen Doernen (Dortmund-Derne) für die Eisenbahnbrücke über den Strelasund von Pfeiler 5 bis zum Widerlager auf Rügener Seite verpflichtet worden.

##### Ziegelgrabenbrücke
Der Bau der Ziegelgrabenbrücke begann im März 1934. Das Widerlager auf der Festlandseite und die Pfeiler der Ziegelgrabenbrücke wurden auf einer 28 Meter tiefen Pfahlgründung errichtet. Die Stützweite der zweiteiligen Wiegebalken-Klappbrücke betrug 29 Meter. Die Teile der Eisenbahnbrücke waren geschweißt, die Hauptträger wurden auf extra angefertigten Eisenbahnwagen angeliefert und mittels eines Kranschiffs eingeschwommen. Die Stützen der Pylone wurden durch das Kranschiff zum Bauwerk gebracht und mit Schwenkkranen gesetzt. Die jeweils 325 Tonnen schweren Überbauten der per Schiff aus Stettin antransportierten Teile der Straßenbrücke waren vollständig genietet. Um die Sicht auf die Silhouette der Stadt nicht zu behindern, wurde die Fahrbahn etwas höher gelegt. Die beiden klappbaren Brücken waren mit Drehstrommotoren ausgestattet. Sie konnten entweder zusammen gehoben werden (im Regelbetrieb arbeiteten beide Motoren und die beiden Brückenteile, die mechanisch entkoppelt sind, öffnen bzw. schließen sich nach zwei Minuten gleichzeitig, im einmotorigen Betrieb werden beide Brückenteile mechanisch gekoppelt und mit nur einem Motor in vier Minuten geöffnet bzw. geschlossen) oder auch einzeln. Im März 1935 lief der Probebetrieb der Klappbrücken an.
Mitte Juli 1935 wurde die Straßenbrücke für den Verkehr auf die Insel Dänholm freigegeben, Bauzüge konnten ab dem 3. Dezember 1935 die Eisenbahnbrücke befahren.

##### Rügendammbrücke über den Strelasund
Die Rügendammbrücke wurde auf zwei Widerlagern und neun Pfeilern errichtet. Das Widerlager auf Dänholm-Seite ist eine Flachgründung. Für die Gründung der überwiegend senkrechte Lasten aufnehmenden Pfeiler 1, 2, 4, 5 und 6 (Zählung beginnt auf Dänholm-Seite) wurden eigens konstruierte Eisenbeton-Senkkästen abgesenkt, mittels Druckluft ausgeblasen und stufenweise hochbetoniert. Das vollständige Absenken eines Kastens dauerte im Durchschnitt drei bis vier Wochen. Die Pfeiler 3 und 7 nehmen zusätzlich zu den senkrechten auch horizontale Lasten auf und sind daher weit größer dimensioniert: Pfeiler 3 hat eine Grundfläche von 264 m² und Pfeiler 7 hat 400 m². Auch für ihre Gründung wurden Eisenbeton-Senkkästen verwendet. Auf Pfahlrosten wurden die Pfeiler 8 und 9 gegründet. Die hier verwendeten Spundwandkästen waren 12 Meter hoch und extremen Wasserlasten gerade bei starkem Seegang ausgesetzt. Sie wurden in mehreren Schritten ausbetoniert. Auch bei der Strelasundbrücke sind wie bei der Ziegelgrabenbrücke die Eisenbahnbrücke geschweißt und die Straßenbrücke genietet. Die Überbauten haben ihre festen Lager auf den Pfeilern 3 und 7 und sind auf den anderen Pfeilern nur abgestützt. Die Straßenbrückenüberbauten wurden auf zwei Behelfsbrücken am Dänholm montiert und dann jeweils eingeschwommen. Das Unternehmen Friedrich Krupp montierte seinen Teil der Eisenbahnbrücke im gleichen Verfahren wie schon bei der Ziegelgrabenbrücke. Das Unternehmen Doernen montierte die zweite Hälfte der Eisenbahnbrücke im Verschiebeverfahren.

#### Eröffnung
Am 5. Oktober 1936 wurde in Anwesenheit des Reichsbahn-Generaldirektors Julius Dorpmüller mit einer aufwendigen Inszenierung der Eisenbahnbetrieb über die neu geschaffenen Strelasundquerung eröffnet. Im Stralsunder Rathaus wurden zunächst die tatsächlich enormen technischen Leistungen gewürdigt. Vom Bahnhof aus fuhren Honoratioren und Pressevertreter mit einem Sonderzug zum Stralsunder Hafenbahnhof, von wo die Reise mit dem Trajekt „Altefähr“ entlang des neuen Bauwerks führte. Dabei passierten die vier anderen Trajekte die „Altefähr“, die die Gäste anschließend wieder zum Hafenbahnhof brachte. Der Sonderzug fuhr über den Hauptbahnhof und den Rügendammbahnhof um 13:52 Uhr auf die neue Brücke und dann in den Bahnhof Altefähr ein. Dort war nahe dem Damm ein gigantisches Festzelt aufgebaut worden, die überdimensionalen Fahnen des Nazi-Regimes wehten über den Feiernden, Reden wurden gehalten und die beiden ersten Schnellzüge nach und von Schweden fuhren vorbei. Dass die Reichsbahn ihre Einweihung nicht gleichzeitig mit der der Straßenverbindung feierte, hatte unter den zuständigen Ministerien für Verstimmung gesorgt.
Am 13. Mai 1937 wurde auch die Straßenverbindung in Anwesenheit des Gauleiters Franz Schwede ihrer Bestimmung übergeben. Von den Feierlichkeiten im Stralsunder Rathaus fuhren die Gäste, unter denen auch Arbeiter waren, mit Omnibussen über den Rügendamm und zurück, anschließend wurde im „Haus der Deutschen Arbeit“ am Hindenburgufer in Stralsund gefeiert; nachts gab es auf dem Alten Markt noch eine im nationalsozialistischen Stil abgehaltene Kundgebung sowie ein Feuerwerk.

#### Schäden im Zweiten Weltkrieg
Mit Beginn des Zweiten Weltkriegs waren die durch den Bau des KdF-Bades Prora erwarteten Touristen schlagartig ausgeblieben. Der Rügendamm hatte weniger Passanten. Wie schon im Ersten Weltkrieg wurde die Strelasundquerung auch für den Transport von zwischen den Kriegsparteien ausgetauschten verwundeten Kriegsgefangenen genutzt. Die letzten Kriegsgefangenen trafen in Saßnitz am 10. September 1944 ein und wurden über Stralsund weitertransportiert. Am 26. September 1944 wurde der Fährverkehr Saßnitz–Trelleborg eingestellt. Mit den Verlusten an der Ostfront wuchs die Gefahr eines Angriffs auf den Rügendamm. Beim Bombenangriff auf Stralsund am 6. Oktober 1944 erhielt die Ziegelgrabenbrücke einen Bombentreffer; wegen dieses und zweier weiterer Treffer auf den Zufahrtsstraßen innerhalb Stralsunds konnte der Verkehr nur noch einstreifig fließen. Der Fahrbetrieb über die Eisenbahnbrücke konnte erst am 15. Oktober 1944 wieder aufgenommen werden. Der Klappmechanismus wurde untersucht und bei einer Probehebung im Handbetrieb am 17. Oktober 1944 als funktionsfähig erkannt. Ab dem 19. Oktober 1944 wurde die Brücke wieder täglich einmal für den Schiffsverkehr geöffnet.
Am 30. April 1945 erreichte die Rote Armee Stralsund, die Wehrmacht zog sich nach Rostock bzw. auf die Insel Rügen zurück. Beim Rückzug wurden von den deutschen Truppen in der Nacht zum 1. Mai 1945 – an diesem Tag ergab sich Stralsund nahezu kampflos – die Überbauten der Ziegelgrabenbrücke zum Festland hin gesprengt; die Straßen- und die Eisenbahnbrücken stürzten ins Wasser des Ziegelgrabens. Auch der Klappmechanismus wurde stark beschädigt, ein Gegengewicht war zerstört, das zweite hing an den verbogenen Trägern nur noch 25 Meter über der Fahrbahn. Die auf dem Dänholm ausharrenden deutschen Soldaten sprengten am 3. Mai 1945 gegen 10 Uhr beim kampflosen Rückzug den ersten Überbau der Strelasundbrücke in Richtung Dänholm. Durch die Sprengungen waren beide Brücken unpassierbar geworden.

#### Wiederherstellung

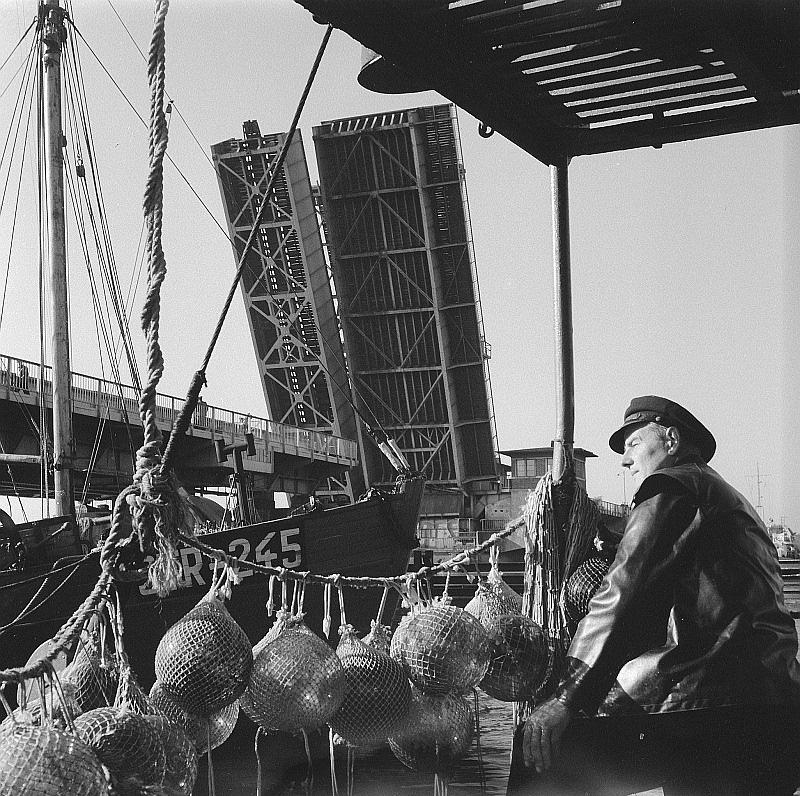
Die Ziegelgrabenbrücke in der Nachkriegszeit

Die sowjetische Besatzungsmacht war an einem schnellen Wiederaufbau der Brücke sehr interessiert. Sie verpflichtete zeitweise über tausend Arbeiter zwangsweise zum Wiederaufbau und unterstützte ihn durch Fahrzeuge und Freigabe von benötigten, mangelnden Materialien. Über den Ziegelgraben wurde durch die Sowjetarmee vorläufig eine Pontonbrücke gebaut. Die Stadt Stralsund wurde beauftragt, die Straßenbrücken wieder zu errichten. Im Sommer 1945 begann man mit dem Beseitigen der Trümmer. Eine Holzkonstruktion war als Ersatzbrücke über den Ziegelgraben vorgesehen, deren Pfeiler in vier Schuten eingebaut waren. Über die Tauchtanks der Schuten wurden die Wasserstandsbewegungen ausgeglichen. Die Hilfsbrücke wurde am 31. März 1946 für den Straßenverkehr freigegeben. Anschließend widmete man sich der Strelasundbrücke. Der Straßenverkehr konnte bis 1946 mittels einer Rampe über den Eisenbahnteil geleitet werden. Parallel dazu wurden die Trümmer aus dem Sund geborgen und drei Brückenjoche gerammt, auf denen eine hölzerne Ersatzbrücke ab dem Sommer 1946 wieder den Straßenverkehr aufnehmen konnte.
Die in Stralsund ankommenden Eisenbahnreisenden mussten hier auf Fuhrwerke und Lastkraftwagen umsteigen, um über die Brücke auf die Insel Rügen zu kommen. Passanten des Rügendamms mussten ein Brückengeld zahlen, die Rote Armee verlangte das Vorlegen eines in Stralsund zu erwerbenden Passierscheins.
Im März 1947 befahl die Besatzungsmacht die Instandsetzung der Brücken. Die Eisenbahnbrücken sollten durch Stahlkonstruktionen betriebsbereit gemacht werden. Dazu wurden ausgemusterte Kriegsbrücken in Fachwerkkonstruktion unter Leitung eines sowjetischen Baustabes an Stelle der zerstörten Überbauten eingesetzt. Die Belastungsproben am 10. und 11. Oktober 1947 mit schweren Lokomotiven waren erfolgreich, bereits am 12. Oktober 1947 fuhr der erste Zug nach dem Zweiten Weltkrieg wieder über die Brücken. Auch die hölzerne Hilfsbrücke über den Ziegelgraben wurde ab dem 26. Oktober 1947 in einer einwöchigen Aktion durch eine stählerne Konstruktion ersetzt. Am 5. November 1947 wurde die neue Brücke für den Straßenverkehr freigegeben. Anfang 1948 wurde mit den Arbeiten am Klappmechanismus der Ziegelgrabenbrücke bei laufendem Verkehr begonnen, am 12. April 1948 übergaben die sowjetischen Militäringenieure den ersten Überbau und das Klappteil. Im November 1948 war dann auch die Hilfskonstruktion der Straßenbrücke in der Strelasundbrücke gegen eine Kriegsbrücke ausgetauscht worden. Für die Passage der Brücken galten Höchstgeschwindigkeiten im Bereich der Kriegsbrücken von 30 km/h für die Straße und 10 km/h für die Eisenbahn. Am 11. Februar 1949 wurde die Fertigstellung des Baus mit einem Fest für 70 Personen im Rügendamm-Bahnhof gefeiert.

#### Erneuerungsmaßnahmen und Planungen
Im April und Mai 1961 erfolgte durch die Unternehmen Stahlbau Dessau (Eisenbahnbrücken) und Beuchelt & Co., Könnern (Straßenbrücken) der Ersatz der Kriegsbrücken. Der Verkehr auf den Brücken kam dabei zum Erliegen; Ladung und Personen wurden mit Fähren übergesetzt. Vom 20. bis zum 23. April 1961 wurden 52,6 Meter lange Überbauten-Brückenteile der Ziegelgrabenbrücke ersetzt, das Straßenbrückenteil wog dabei 320 Tonnen und das Eisenbahnbrückenteil 250 Tonnen, wobei das Ausschwimmen der alten und Einschwimmen der neuen Teile nur eine Stunde dauerte. Vom 24. bis zum 27. Mai 1961 wurden die Überbauten der Strelasundbrücke ersetzt. Das neue Teilstück der Eisenbahnbrücke war 43 Meter lang und wog 180 Tonnen, das Teilstück der Straßenbrücke wog bei einer Länge von 47 Metern 240 Tonnen. Die alten Überbauten wurden zerlegt und mit 120 Güterwagen in Stahlwerke der DDR transportiert.
Auf der Klappbrücke wurde 1971 der Fahrbahnbelag erneuert. In der DDR wurden in den 1980er Jahren die Eisenbahnstrecken Richtung Norden elektrifiziert, auch die Strecke nach Saßnitz erhielt Fahrleitungen. Die Ziegelgrabenbrücke erhielt eine steife Stromschiene, die ein gefahrloses Öffnen der Brücke und Passieren von Schiffen ermöglichte.
Ebenfalls in den 1980er Jahren traten zunehmend Ermüdungserscheinungen an den stark beanspruchten Stahlüberbauten auf – im Jahr 1989 wurden fünf Millionen Tonnen Güter per Eisenbahn über die Brücke transportiert. Züge durften die Ziegelgrabenbrücke ab 1986 nur noch mit 30 km/h befahren. Ab 1987 bereitete die Reichsbahn den Austausch von Überbauten der Strelasundbrücke vor. Das Unternehmen Stahlbau Dessau wurde mit den Arbeiten beauftragt. Es fertigte in Mukran vier jeweils 135 Meter lange und 583 Tonnen schwere Brückenteile an, die auf dem Seeweg mit Pontons der NVA im Schleppverband nach Stralsund transportiert wurden. Am 9. Mai 1990 passierte der letzte Zug den Rügendamm, danach wurde der Eisenbahnverkehr unterbrochen. Mit Hilfe von Schwimmkranen wurden die alten Überbauten von den Lagern und Trägern angehoben und ausgeschwommen und die neuen eingeschwommen und auf die Lager gelegt. Am 13. Mai 1990 fuhr der erste reguläre Zug über die nun erneuerte Eisenbahnbrücke über den Strelasund; diese Brücke durfte von den Zügen wieder mit 90 km/h passiert werden. Für die Ziegelgrabenbrücke bestand die Geschwindigkeitsbegrenzung auf 30 km/h jedoch weiterhin. Am 9. Mai 1992 begannen hier Sanierungsmaßnahmen. Ziel war es, den elektromechanisch angetriebenen beweglichen Überbau durch eine 29 Meter lange, vollhydraulisch angetriebene Waagebalken-Klappbrücke zu ersetzen. Auch der Pylonschaft, der Pylonfuß, die beweglichen und festen Überbauten 1 und 3 sollten durch das Unternehmen Stahlbau Dessau ersetzt werden. Die Arbeiten begannen vor Ort mit dem Abheben des 140 Tonnen schweren Waagebalkens und endeten 70 Stunden später, am 15. Mai 1992, mit dem Aufsetzen des neuen Waagebalkens durch den Schwimmkran „Magnus I“. Nach weiteren Arbeiten durfte am 3. Juni 1992 der erste Zug mit 90 km/h die Ziegelgrabenbrücke passieren.
Doch auch der Straßenteil der Brücken war den Belastungen nicht mehr ganz gewachsen. Seit dem Beitritt der DDR zur Bundesrepublik Deutschland 1990 stieg der Kraftfahrzeugverkehr stetig an. Am Straßenteil der Klappbrücke wurden in den Jahren 1993 und 1994 der Motor, der Notantrieb und Teile des Getriebes gewechselt. Am 10. August 1998 begann eine Generalüberholung. Neue Überbauten wurden aus Sande und aus Magdeburg angeliefert. Aus Papenburg traf am 2. März 1999 per Schiff der bewegliche Überbau und der Waagebalken ein. Die Schwimmkrane „Enak“ und „Thor“ wurden für die Arbeiten gechartert. In der Zeit vom 4. bis zum 8. März 1999 wurden Überbauten und Waagebalken in den Abend- und Nachtstunden ausgewechselt: zuerst der Überbau 1, dann der Waagebalken, das Gegengewicht und die Klappe. Letzteres bereitete einige Probleme, sodass das alte Hauptdrehlager mit Schneidbrennern abgetrennt werden musste. Am Überbau 3 musste zunächst die alte Fahrbahn abgetragen werden; ohne diese Gewichtsreduzierung wäre die Maximallast des Schwimmkrans um 38 Tonnen überschritten worden. Am 9. März 1999 fand der erste reguläre Brückenzug der neuen Straßenbrücke statt.

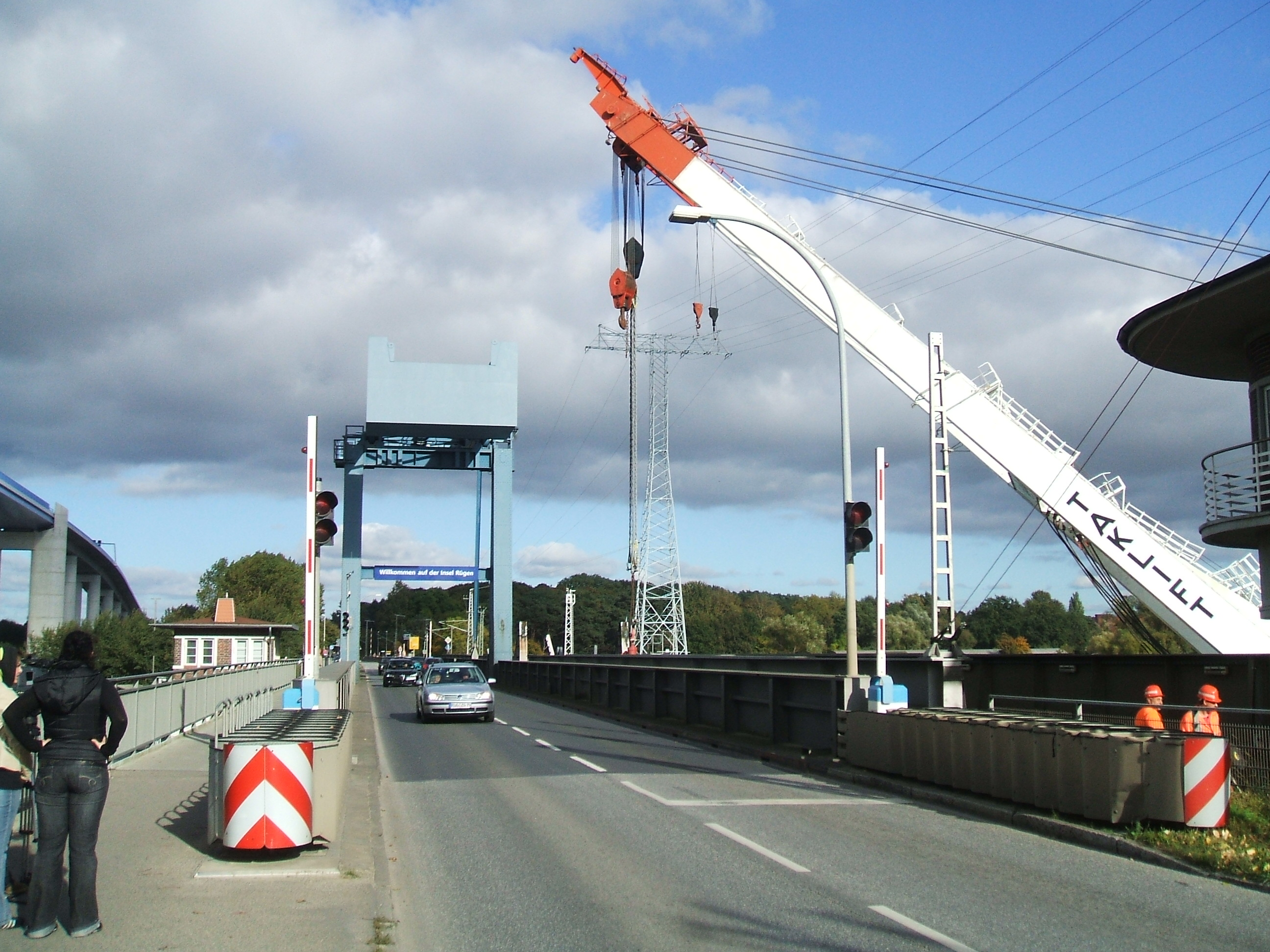
Erneuerung der Eisenbahnklappbrücke im Oktober 2007

Im Jahr 2005 wurden an den vertikalen und horizontalen Blechen der Waagebalkendrehböcke am Eisenbahnteil Risse festgestellt. Die Brückenöffnungszeiten wurden daraufhin reduziert. Im Oktober 2006 wurde mit vorbereitenden Arbeiten für einen Austausch begonnen. Am 7. Oktober 2007 wurde dann vom Schwimmkran „Taklift“ der 240 Tonnen schwere Waagebalken der Eisenbahnbrücke ausgehoben und auf eine Schubschiffeinheit verladen, auf der der Balken zur Verschrottung abtransportiert wurde. Er wurde durch einen im DB-Fertigungswerk Dresden gefertigten, 275 Tonnen schweren Waagebalken ersetzt. Der Neubau der Eisenbahnbrücke über den Ziegelgraben kostete etwa 6½ Millionen Euro. Während des Austauschs war der Eisenbahnverkehr von und nach Rügen von Anfang Oktober bis zum 31. Oktober 2007 unterbrochen.
Auch für die Straßenverbindung zwischen Stralsund und Altefähr wurde im Oktober 2007 mit den Untersuchungen und Planungen für eine Erneuerung begonnen. Vorgesehen war die Erneuerung des Korrosionsschutzes bzw. der Austausch der Brückenträger und die Erneuerung von Straßenplatten. Anvisiert wurde zunächst ein Baustart im Jahr 2009. Die Bauarbeiten zur Erneuerung der Fahrbahn begannen schließlich im Mai 2010. Die gesamte Straßenverbindung über den Rügendamm wurde für die Zeit der Bauarbeiten für den Straßenverkehr gesperrt, einzig Züge sowie Radfahrer und Fußgänger konnten noch passieren. Bei der Sanierung wurden unter anderem verrostete Stahlkonstruktionen durch neue Träger ersetzt, der Damm wurde gesichert und die alte Fahrbahn ausgebaut und durch Stahlplatten ersetzt, wobei der beim Bau verwendete Stahl mit den neuen Stahlplatten mittels Passschrauben verbunden wurde. Durch neue Stahllegierungen, Konstruktions- und Montageverfahren konnte das Gewicht des Rügendamms dabei um etwa ein Drittel reduziert werden. Künftig darf die Brücke durch Züge wieder mit 50 km/h befahren werden. Im Dezember 2011 wurde der Rügendamm nach fast 19 Monaten Bauzeit wieder für den Verkehr freigegeben. Die Baukosten von 12,6 Millionen Euro trugen der Bund und die EU.

### Erste Planungen für einen neuen Rügendamm
Die Kapazität der Eisenbahnbrücke war begrenzt:
So wurden bereits 1952 für den geplanten militärischen Rügenhafen zwei zusätzliche Brücken geplant. Die Planungen für dieses Hafenprojekt wurden 1953 aber bereits wieder eingestellt.
Nach dem Ausbau des Hafens Mukran hätte noch weit mehr Verkehr über die Schiene abgewickelt werden können, doch scheiterten derartige Vorhaben an dem „Nadelöhr“ Rügendamm. Mitte der 1980er Jahre begannen daher Bauvorbereitungen für einen zweiten Rügendamm. Die Deutsche Reichsbahn bereitete die Generalreparatur der Eisenbahnbrücke der Strelasundbrücke ab 1990 vor. Die Klappbrücke sollte von 1991 bis 1995 durch einen vierstreifigen ebenfalls klappbaren Neubau nördlich der vorhandenen Ziegelgrabenbrücke ersetzt werden, das Gleis über die Ziegelgrabenbrücke sollte nur noch für den Verkehr von Stralsund nach Saßnitz genutzt, die Straßenbrücke für ein Gleis für die Gegenrichtung umgebaut werden. Nach 1995 sollte 17 Meter neben der bestehenden dann eine neue, zweigleisige Strelasundbrücke gebaut werden. Die Pläne wurden jedoch nie umgesetzt, auch, weil technische Kontrollen an den Pfeilern der Strelasundbrücke ergeben hatten, dass keine umfassenden Instandsetzungsmaßnahmen vonnöten waren.

### Rügenbrücke („Zweite Strelasundquerung“)
Am 31. August 2004 begann mit der ersten Ortbetonpfahlgründung der Bau der zweiten Strelasundquerung, eines der längsten Brückenbauwerke Deutschlands. In einer vom Land Mecklenburg-Vorpommern und der Ostsee-Zeitung veranstalteten Namenssuche setzte sich der Name Rügenbrücke durch. Wirtschaftsminister Otto Ebnet hat diesen dem Bundesverkehrsministerium als offiziellen Namen vorgeschlagen. Diese Brücke wurde im Oktober 2007 fertiggestellt.

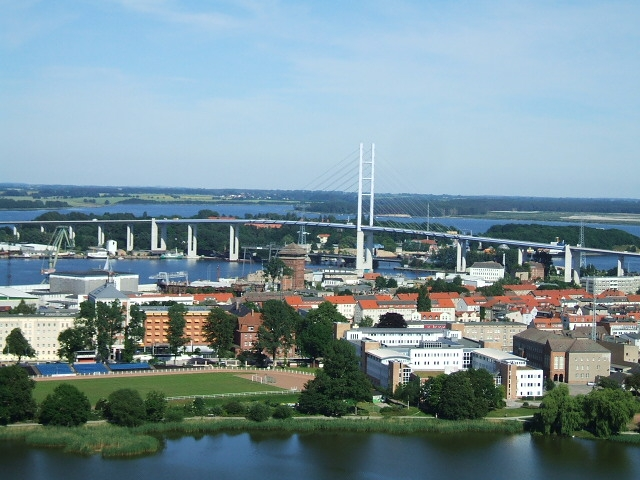
Die Rügenbrücke

#### Architektur
Der Entwurf stammt von der Ingenieurgesellschaft Schüßler-Plan in Zusammenarbeit mit dem Rostocker Architekten André Keipke. Er sagte, seine Idee sei dabei gewesen, „für eine maritime Stadt wie Stralsund die Form der Segeljachten auf[zu]nehmen.“ Aus ästhetischen Gründen wurde einer teureren Schrägseilbrücke der Vorzug gegenüber anderen Varianten (Balkenbrücke, Bogenbrücke) gegeben. Die Kirchtürme der benachbarten historischen Stralsunder Altstadt (UNESCO-Welterbe) werden von den Pylonen der Brücke überragt. Der Architekt des Bauwerks sagte dazu in einem Interview vor dem Hintergrund des Streits um die Dresdner Waldschlößchenbrücke: „In der Tat gab es fast das gleiche Problem. Von Anfang an aber wurde in Stralsund mit der UNESCO zusammengearbeitet, so dass dieses Gremium nicht vor einen fertigen Entwurf gestellt wurde, sondern immer am Prozess des Werdens beteiligt war.“

#### Bauausführende Unternehmen
Das zu seiner Zeit größte Brückenbauvorhaben Deutschlands wurde von der Deutsche Einheit Fernstraßenplanungs- und -bau GmbH (DEGES) in Umsetzung der Verkehrsprojekte Deutsche Einheit geplant und im Bau betreut. Im Ausschreibungsverfahren gab es sieben Anbieter. Die Auftragsvergabe für das mit 85 Millionen Euro Baukosten geplante Projekt erfolgte an die „Arbeitsgemeinschaft Strelasundquerung“, bestehend aus den Bauunternehmen Walter Bau-AG vereinigt mit DYWIDAG mit der technischen Federführung und Max Bögl Bauunternehmung GmbH mit der kaufmännischen Federführung. Nach der Insolvenz der Walter Bau AG im Jahr 2005 wurde das Projekt durch die Max Bögl GmbH fertiggestellt. Die Gründungsarbeiten wurden durch die Arbeitsgemeinschaft „Gründung Strelasundquerung“, bestehend aus den Firmen Walter Bau AG vereinigt mit Dywidag (später/nach v.g. Insolvenz durch die Dywidag Bau GmbH), Bohlen & Doyen Bauservice GmbH und Colcrete von Essen GmbH & Co. KG ausgeführt.

#### Vorarbeiten
Bereits im Herbst 1998 erfolgten die ersten Bohrungen zur Untersuchung der Tragfähigkeit des Baugrundes im Bereich des Ziegelgrabens von einem Ponton aus, der jeweils durch einen Hafenschlepper in Position gebracht wurde. Im Dezember 1998 wurde der Ponton in den Bereich nordöstlich des Dänholms geschleppt. Als der Ponton beim Umsetzen im Treibeis steckenblieb und weiteres Treibeis zu erwarten war, wurde das Bohrgestänge auf ein eistaugliches Spezialschiff mit eigenem Antrieb umgesetzt. Im Juli 2004 wurden mit Messinstrumenten bestückte Betonpfähle in die Erde gerammt, die einem Belastungstest der künftigen Brückenfundamente dienten.

#### Baudurchführung

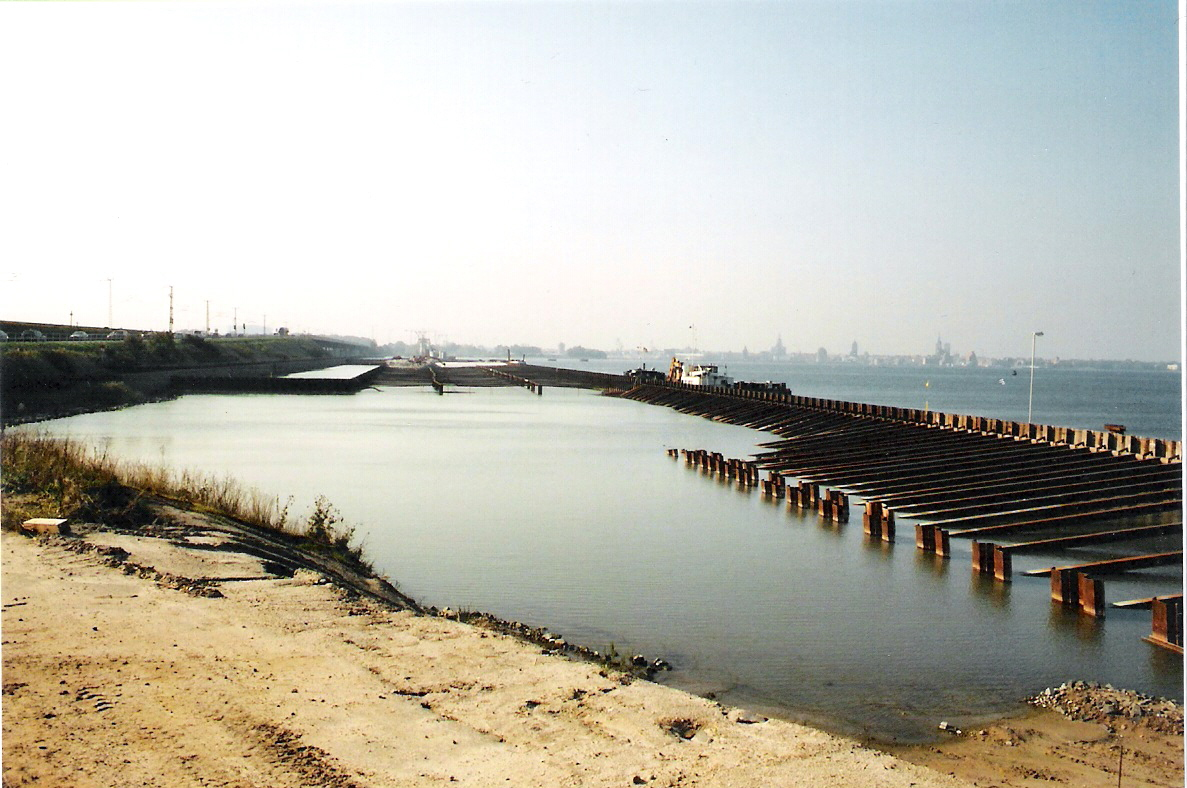
Aufspülung nahe Altefähr (Oktober 2005)

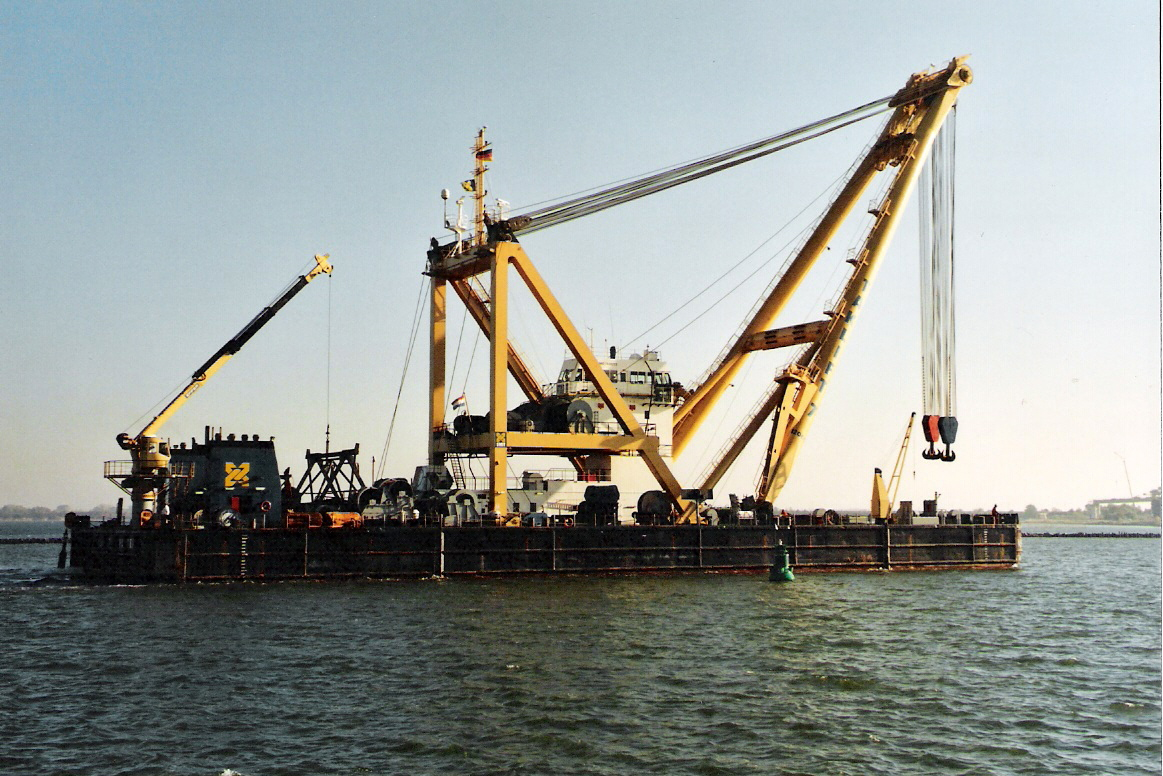
„Taklift 7“ im Hafen (Oktober 2005)

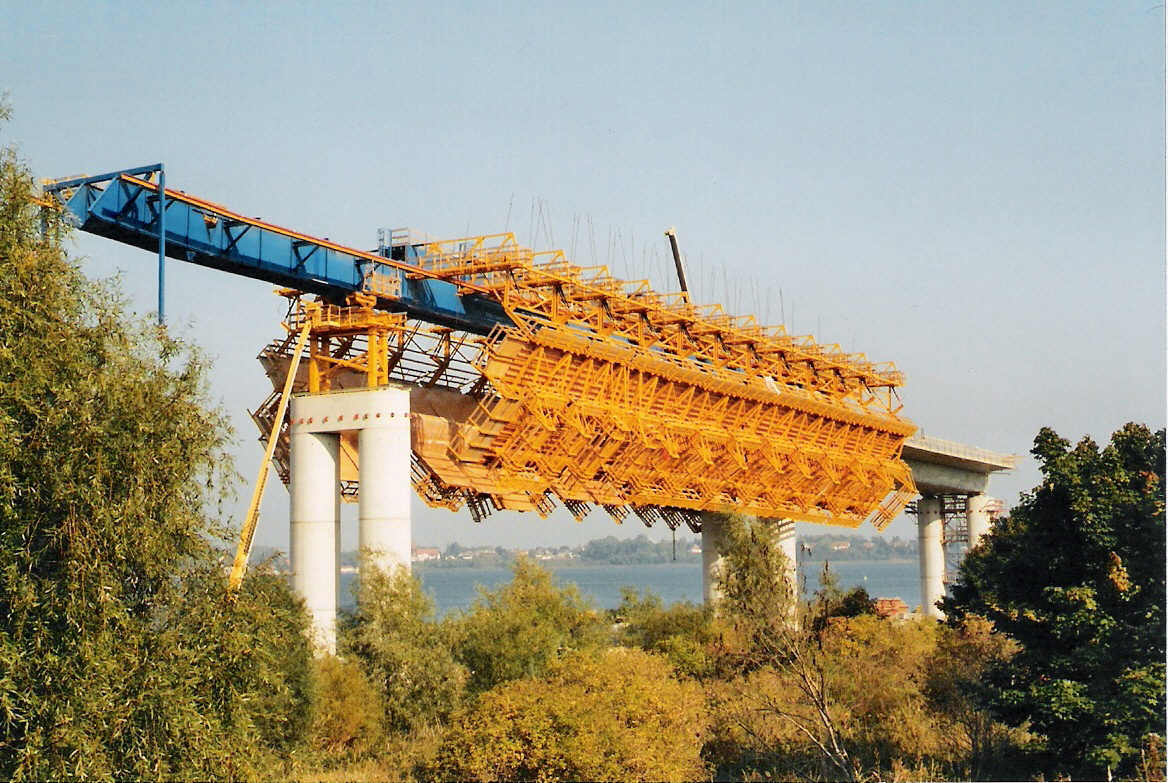
Schalungskonstruktion (Oktober 2005)

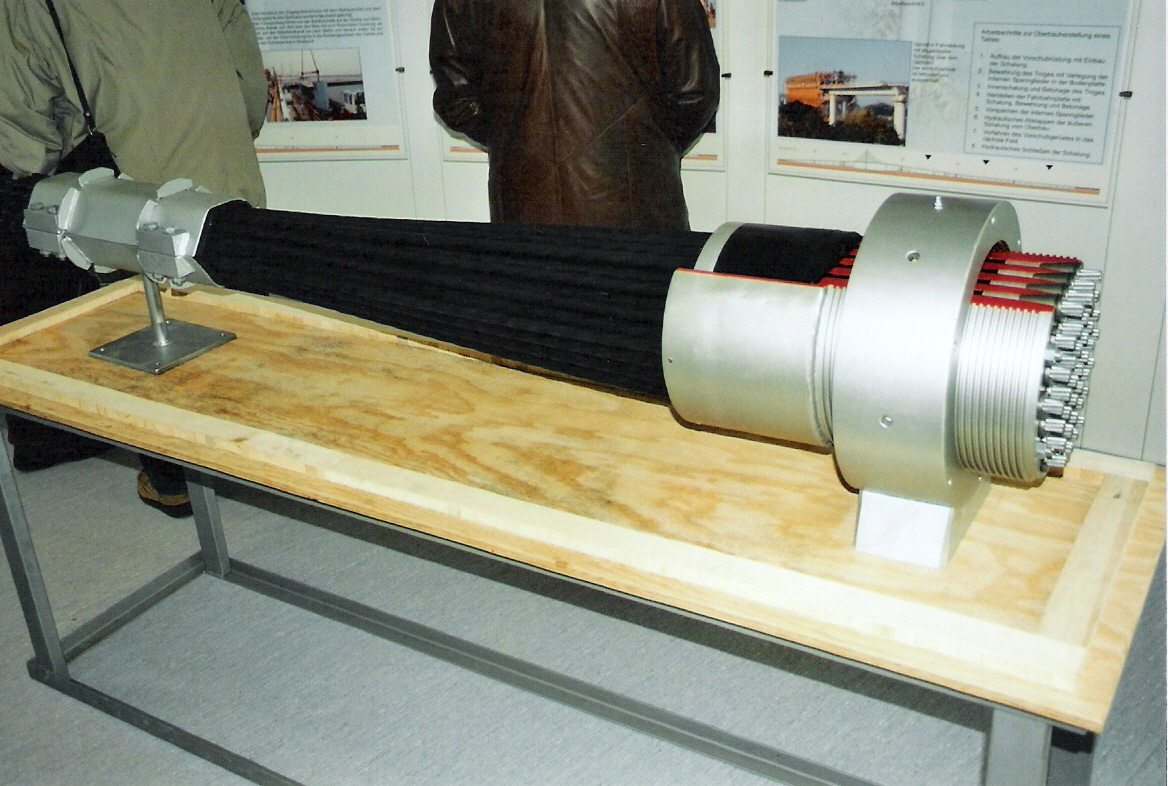
Modell der Stahlseile

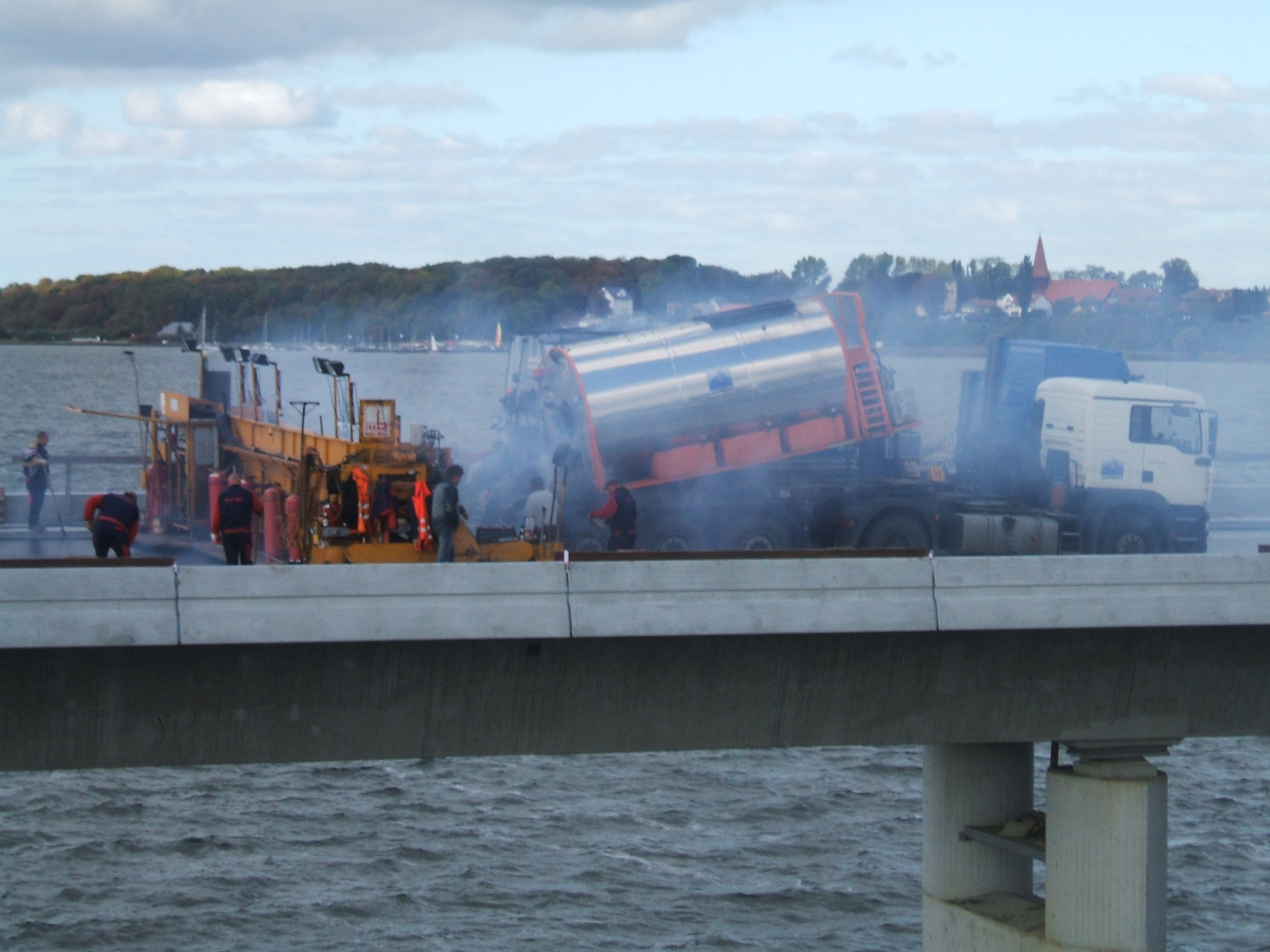
Asphaltierarbeiten (Oktober 2007)

Am 31. August 2004 gaben Bundesverkehrsminister Manfred Stolpe und Mecklenburg-Vorpommerns Ministerpräsident Harald Ringstorff das Startsignal für den Baubeginn. Mit einer 470 PS starken 120-Tonnen-Ramme wurde ein doppelwandiges Stahlrohr mit einem Durchmesser von 1,5 Meter 24 Meter tief in die Erde getrieben. Diese erste Gründung diente einer Probebelastung.
Im September 2004 begannen die Rammarbeiten der Spundwände am Rügendammbauwerk. Diese bestehen aus bis zu 23 Meter langen, 12 Tonnen schweren Bohlen, die mittels hydraulischer Vibratoren in den Boden getrieben wurden. Mit den Spundwänden wurden künstliche Inseln geschaffen, die von Altefähr aus bis zu 500 Meter in den Strelasund hineinragen und bis an den alten Rügendamm reichen und an deren Kopf die eigentliche Brücke beginnt. Aus den entstehenden Kästen wurde der weiche, nicht tragfähige Meeresgrund (die Mudde) gepumpt. 70.000 m³ dieser Masse wurden auf Rügen zwischengelagert und später als Füllstoff für den Brückenbau, Abdeckmaterial für Deponien oder als Dünger für die Landwirtschaft genutzt. Für alle Pfeiler des Bauwerkes wurden auf diese Weise die Gründungen vorbereitet. In den vor Stralsund entstandenen Spundwandkästen wurden ab Januar 2005 die ersten Pfahlgründungen für die Pfeiler hergestellt. Für die Durchführung der Pfahlgründung wurde von der Arbeitsgemeinschaft Gründung Strelasundquerung, bestehend aus den Unternehmen Colcrete – von Essen, DYWIDAG und Bohlen & Doyen ein spezieller Bohrkatamaran entwickelt und gebaut. Nach der Pfahlgründung folgte der Einbau von 1,5 Meter Unterwasserbeton. Komplettiert wurde das Fundament durch eine weitere, drei Meter starke Betonschicht.
Im Februar 2005 wurden insgesamt 45 je 30 Meter lange Pfähle mit einem Durchmesser von 1,5 Metern als Basis für den 126 Meter hohen Pylon in die Erde gerammt. Sie wurden mit jeweils 60 m³ Beton gefüllt. Die künstliche Insel vor Altefähr wurde von Ende Mai bis November 2005 mit 180.000 m³ Sand gefüllt, der von der Vertiefung der Fahrrinne der Stralsunder Nordansteuerung auf 4,5 Meter stammt. Nachdem schon seit April auf der nahe der Baustelle befindlichen Freifläche der Mahnkeschen Wiesen Stahlteile für die spätere Brücke vorgefertigt wurden, wurde das erste dieser Brückensegmente am 6. Juni 2005 mit Autokranen montiert. Diese Stahlsegmente über dem Vorland wurden später mit einer Betonfahrbahnplatte ergänzt. Im Gegensatz dazu wurde bei Bauwerk 1.1 der Brückenabschnitt mit dem vorgespannten Plattenbalken mit einem Lehrgerüst ausgeführt. Ende Oktober traf Europas höchster, 3300 Tonnen schwerer Schwimmkran Taklift 7 aus Rotterdam in Stralsund ein. Für diesen Schwimmkran, der Lasten bis zu 1200 Tonnen heben kann, war bereits seit dem Jahr 2003 die nördliche Ansteuerung Stralsunds im Strelasund tiefer ausgebaggert worden.
Am letzten, 40 Meter hohen Träger auf dem Festland wurde eine stählerne Hilfskonstruktion mit einem Eigengewicht von 78 Tonnen befestigt und mit Hilfe des Schwimmkrans am 1. November 2005 das erste, 490 Tonnen schwere Stahlsegment der Brücke über den Ziegelgraben aufgesetzt. Dieser Teil der Konstruktion wird durch die Schrägseile des Pylons gehalten. Am 4. November 2005 wurde auf der Festlandseite das letzte Brückenteil, ein 388 Tonnen schweres, 60 Meter langes Teilstück, per Autokran aufgesetzt. Am 28. November 2005 wurde das mit 820 Tonnen schwerste Teilsegment des 126 Meter langen Feldes mit Hilfe des Schwimmkrans und einer Hilfskonstruktion in Form eines Litzenhebers auf den Pylonfuß gesetzt. Das Verschweißen dieses Stückes mit dem auf dem letzten Festlandpfeiler ruhenden Segment dauerte zehn Tage. Das Hauptfeld mit 198 Meter Spannweite wird im Freivorbau errichtet.
Die Bauwerke 3–5 wurden mittels einer Vorschubrüstung mit angehängter Schalungskonstruktion feldweise mit Spannbeton hergestellt. Dabei kam eine gemischte Vorspannung mit internen und externen Spanngliedern zur Anwendung. Am 7. Dezember 2005 hob der Schwimmkran den 400 Tonnen schweren Pylonfuß auf den Betonpfeiler im Ziegelgraben. Die ersten Spannseile wurden Anfang Januar 2006 gezogen. Am 24. Februar 2006 war der Pylon bereits 100 Meter hoch; am 5. März 2006 war mit dem letzten Pylonteil die Höhe von 127,75 Metern erreicht. Der Pylon wurde mit einer Neigung von einem Grad nach Westen errichtet; diese wird nach Spannung des letzten Seils ausgeglichen. Das letzte Stahlsegment wurde durch den Schwimmkran am 6. April 2006 nahe dem Dänholm eingehoben, wo bereits der Betonbau auf zehn Meter herangerückt war. Nach Fertigstellung des Anschlusses vom Betonbau zur Stahlbrücke wurde das Schalgerüst zum anderen Ende der fertigen Konstruktion am Dänholm in Richtung Rügen umgesetzt, von wo aus der Vortrieb in Richtung Altefähr erfolgt. An den Brückenteilen wurden unterdessen die Windabweiser montiert.
Am 21. Juni 2007 begannen die Asphaltierungsarbeiten, bei denen auch eine satellitengesteuerte Straßenwalze zum Einsatz kam. Am 23. Juli 2007 erreichte das Vorschubgerüst das erste Lager auf der Insel Rügen. Die windabweisenden Zäune wurden montiert und Versorgungsleitungen verlegt.
Im Oktober 2007 wurde die Brücke zur Nutzung übergeben. Nachdem zunächst die elektronischen Verkehrsüberwachungsanlagen getestet wurden, waren nur zwei der drei Fahrbahnstreifen zur Nutzung freigegeben. Erstmals zu Ostern 2008 wurde auch der dritte Fahrstreifen genutzt.

#### Das Pyloneum

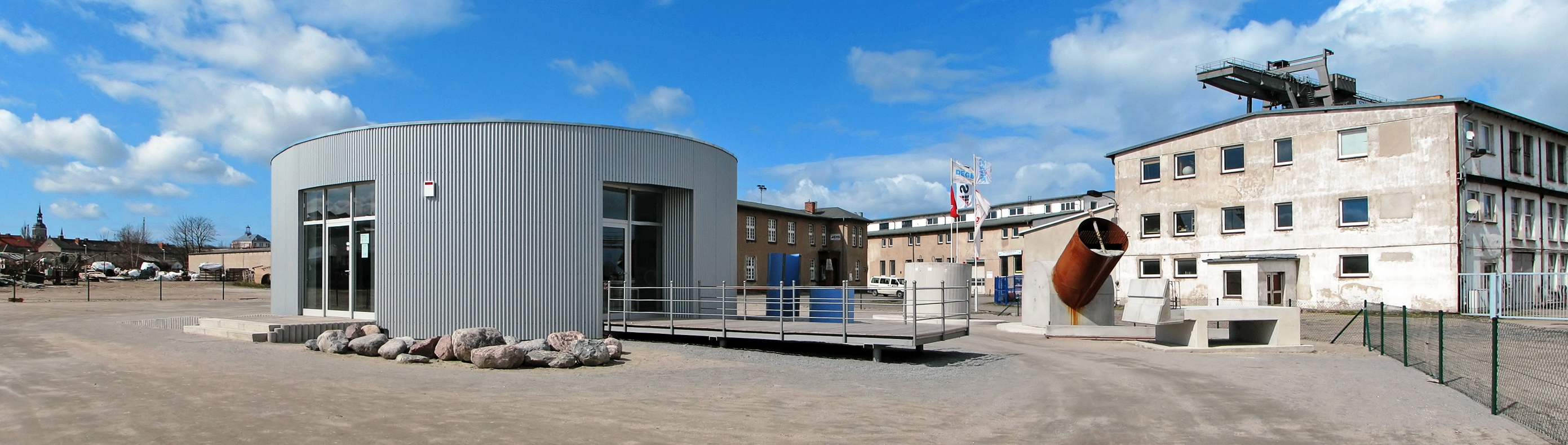
Pyloneum

In Stralsund informierte ab dem 10. November 2005 das Pyloneum, ein Informationszentrum in der Dänholmstraße, nahe der Baustelle, über das Projekt. Zudem wurden jeweils samstags Führungen zur Baustelle der Brücke angeboten. Bis Juli 2007 wurden über 50.000 Besucher gezählt. Nach der Eröffnung der Brücke wurde das Pyloneum aufgegeben; im Februar 2019 wurde das Gelände zur Zwangsversteigerung angeboten, das Gebäude steht aktuell (2020) leer.

#### Umweltbelastungen und Maßnahmen zum Umwelt- und Tierschutz
Im Rahmen der Planungen wurde die bundesweit umfangreichste Untersuchung zum Vogelzug durchgeführt, die DEGES gab für Untersuchungen der Beeinträchtigung von Vogelzug und Fischschwärmen 500.000 Euro aus. Nach diesen Untersuchungen ist das Kollisionsrisiko gering. Die Tragseile wurden zudem in einer für die Vögel besonders gut wahrnehmbaren Form ausgeführt. Auf den Brückenbauwerken sollen Überflughilfen das Einfliegen in den Verkehrsraum verhindern. Die Brücke wird nicht beleuchtet. Während des Heringszuges im Frühjahr ruhten die Rammarbeiten.
Nach Deges-Angaben wurden insgesamt 8,5 Hektar Boden versiegelt und mehr als sechs Hektar Küstenbiotope auf dem Dänholm und der Insel Rügen zerstört. Zudem gingen 2,8 Hektar Fledermaus-Jagdreviere verloren.
Als Ersatzmaßnahme für den Bau der zweiten Strelasundquerung wird in der Mellnitz-Üselitzer Wiek eine Renaturierungsmaßnahme durchgeführt.

#### Kritik
Bereits während der Planungen hatten vor allem Umweltverbände Kritik an dem teuren Projekt geäußert. Beeinträchtigungen von Vögeln und Fischen wurden befürchtet. Zum Baubeginn am 31. August 2004 prangte direkt gegenüber dem offiziellen Festzelt ein Transparent mit der Aufschrift „Teure Brücke – Riesenstraße – Größenwahn – bei leerer Kasse“. Nach Meinung zahlreicher Kritiker gehe die Planung an den Bedürfnissen der Region vorbei, zudem werde ein touristischer Massenansturm auf die Insel Rügen befürchtet. Auf der alten Brücke wurden in Spitzenzeiten bis zu 20.000 Fahrzeuge täglich gezählt, auf der neuen rechnen Experten mit 30.000 Fahrzeugen pro Tag. Dass aber das Straßennetz der Insel die Erhöhung um 50 Prozent verkraften könne, sei zweifelhaft.

#### Hoffnungen
Befürworter des Projektes führten an, dass die Brücke zum wirtschaftlichen Aufschwung besonders in Vorpommern und auf Rügen beitragen werde. Neben dem erwarteten Zuwachs im Tourismus könnten potenzielle Investoren besser planen. Der Fährhafen Sassnitz würde von der Brücke stark profitieren. Beim Bau sollten bis zu 30 Millionen Euro in die Region an beteiligte Unternehmen fließen, Bauarbeiter aus der Region waren am Bau beteiligt. Eine Initiative „Pro A 20“ hatte sich unter anderem mit Unterschriftensammlungen für die Strelasundbrücke eingesetzt.

#### Eröffnung
Am Wochenende vom 19. zum 21. Oktober 2007 wurde die Brücke eröffnet. Ein Volksfest sowie der Rügenbrückenlauf über die Strecke von sechs beziehungsweise zehn Kilometern und die Überquerung der Brücke durch die Teilnehmer der Tour d’Allee bildeten das Rahmenprogramm. Während dieser Tage wurden in Altefähr und in Stralsund zahlreiche Veranstaltungen durchgeführt. Am 19. Oktober feierten etwa 40 000 Gäste die Einweihung der Rügenbrücke, das Fest wurde durch den Stralsunder Oberbürgermeister Harald Lastovka und die Rügener Landrätin Kerstin Kassner eröffnet. Nach der offiziellen Eröffnung am 20. Oktober durch die deutsche Bundeskanzlerin Angela Merkel, deren Wahlkreis auf Rügen sowie in Stralsund und Nordvorpommern liegt, wurde die Brücke an den beiden Tagen durch etwa 330 000 Besucher begangen. Am Nachmittag des 22. Oktober 2007 wurde die Brücke für den Kraftfahrzeugverkehr freigegeben.

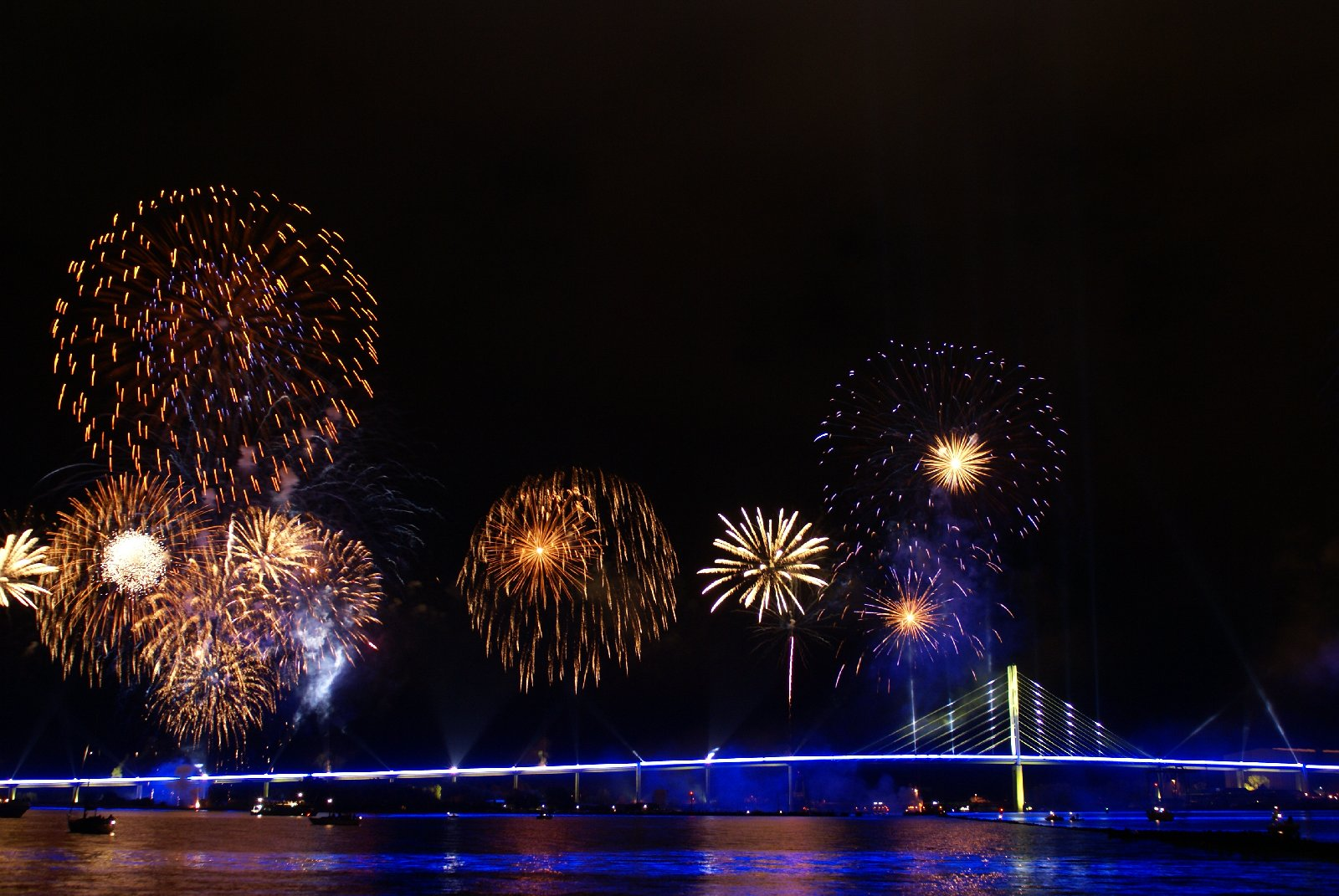
Feuerwerk mit Lasershow am 20. Oktober 2007
Rügenbrücke mit festlicher Beleuchtung am 20. Oktober 2007
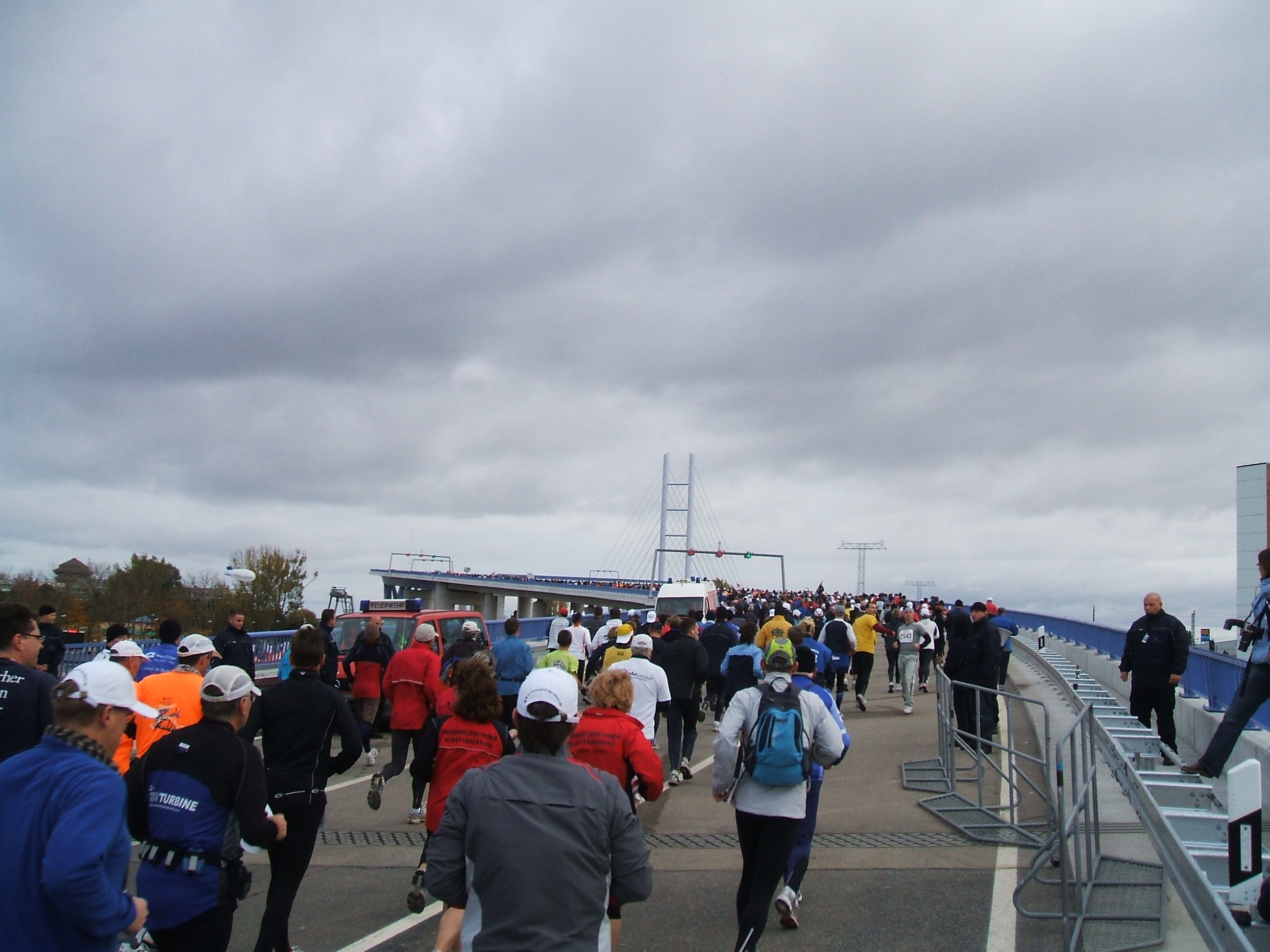
Brückenlauf am 21. Oktober 2007
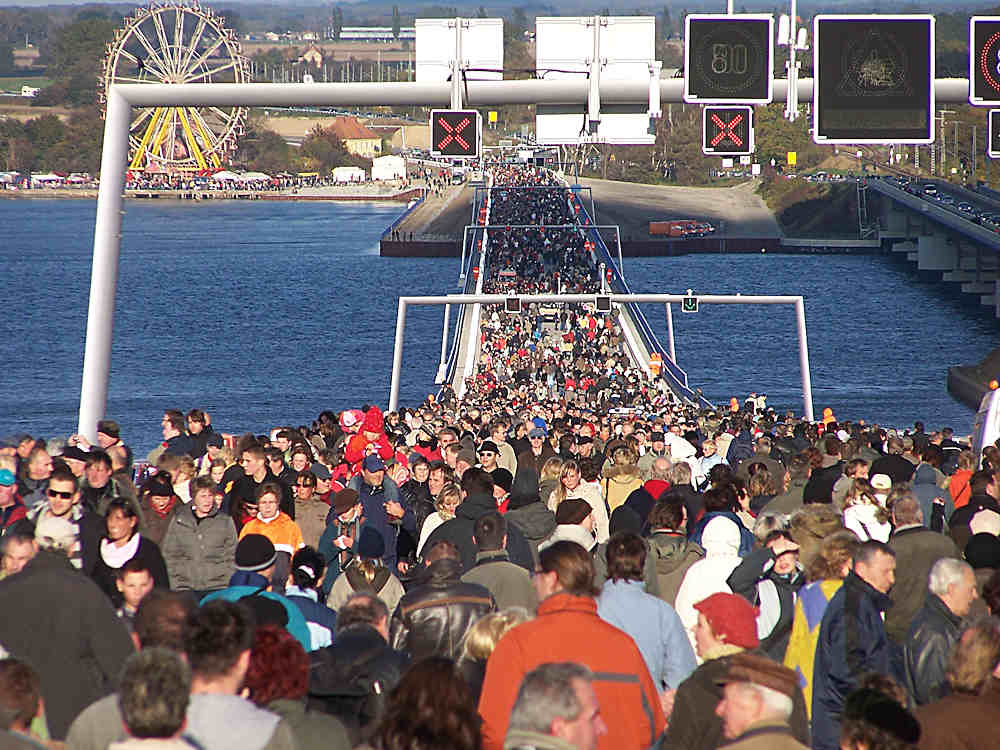
Freigabe für Fußgänger am zweiten Eröffnungstag

#### Kosten
Die neue, vier Kilometer lange Strelasundverbindung kostete insgesamt ungefähr 125 Millionen Euro, der Brückenzug allein ungefähr 100 Millionen Euro, 85 Millionen waren einmal geplant. Anfangs war privatwirtschaftlich eine Finanzierung des Projektes mit Mautgebühren vorgesehen, die jedoch scheiterte. Die Brücke wurde schließlich vollständig aus öffentlichen Mitteln finanziert und ist nun mautfrei nutzbar.

#### Technische Daten
| Name                     | Bauwerk | Konstruktion                       | Länge   | Stützweiten                                 | Konstruktions- höhe | Brückenfläche |
| ------------------------ | ------- | ---------------------------------- | ------- | ------------------------------------------- | ------------------- | ------------- |
| Vorlandbrücken Stralsund | BW 1.1  | 2-stegiger Spannbetonplattenbalken | 327,5 m | 29,0 + 30,5 + 7×33,5 + 32,5 m               | 1,8 m               | 4912 m²       |
|                          | BW 1.2  | Stahlverbundkasten                 | 317,0 m | 48,0 + 49,0 + 72,0 + 2×49,0 + 48,0 m        | 2,5 m               | 4755 m²       |
| Ziegelgrabenbrücke       | BW 2    | Schrägseilbrücke                   | 583,3 m | 54,0 + 72,0 + 126,0 + 198,0 + 72,0 + 59,3 m | 3,15 m              | 8720 m²       |
| Vorlandbrücke Dänholm    | BW 3    | Spannbetonhohlkasten               | 532,3 m | 52,32 + 8×53,22 + 52,22 m                   | 2,12 m              | 7985 m²       |
| Vorlandbrücke Strelasund | BW 4    | Spannbetonhohlkasten               | 532,2 m | 52,22 + 8×53,22 + 52,22 m                   | 2,12 m              | 7983 m²       |
| Strelasundbrücke         | BW 5    | Spannbetonhohlkasten               | 539,0 m | 53,0 + 8×54,0 + 53,0 m                      | 2,12 m              | 8085 m²       |

Insgesamt wurden ungefähr 71.200 Kubikmeter Beton, 7.600 Tonnen Betonstahl, 7.400 Tonnen Konstruktionsstahl und 7.100 Tonnen Spundwandstahl verbaut.

## Rügenbrückenlauf
Alljährlich im Oktober wird seit 2007 der Rügenbrückenlauf mit Marathon durchgeführt, der die Teilnehmer über die Brücke führt.